# Список серий телесериала «Обитель Анубиса»
Обитель Анубиса — английский подростковый сериал.

## Сезоны
| Сезон | Сезон               | Количество эпизодов | Показ                           | Показ                            |
| Сезон | Сезон               | Количество эпизодов | В США                           | В России                         |
| ----- | ------------------- | ------------------- | ------------------------------- | -------------------------------- |
|       | 1                   | 60                  | 1 января 2011 — 19 февраля 2011 | 11 июня 2011 — 28 августа 2011   |
|       | 2                   | 90                  | 9 января 2012 — 15 марта 2012   | 28 мая 2012 — 2 ноября 2012      |
|       | 3                   | 40                  | 3 января 2013 — 7 февраля 2013  | 13 апреля 2013 — 25 августа 2013 |
|       | Пробирный камень Ра | Пробирный камень Ра | 14 июня 2013                    | 31 августа 2013                  |

## 1 сезон — Обитель Анубиса

### Разработка
Идею о сериале англичанам подали голландцы, которые сняли сериал с похожим сюжетом и именами. Позже Англия заинтересовалась тем, чтобы переделать сценарий и снять более интересный фильм.
Первые мысли о создании первого сезона появились в марте 2010 года. Разработчики хотели снять впечатляющий мистический сериал. Съёмки проводились в старом здании в Англии, а также его окрестностях в период с августа по декабрь 2010 года. Премьера состоялась 1 января 2011 года.
Вскоре телесериалом заинтересовалось российское подразделение Никелодеон.

### Обзор серий
По сюжету в пансион «Анубис» приехала новая ученица из Америки по имени Нина Мартин. В это время другая ученица по имени Джой Мерсер покидает пансион и школу, расположенную рядом, при этом её уход происходит при загадочных обстоятельствах, о чём настораживается её лучшая подруга Патрисия Уилльямсон и обвиняет Нину Мартин в её исчезновении. По мимо этого Нина и его новые друзья узнают о том, что их пансион и его хозяин Виктор Роденмар хранит тайны, которые ребятам предстоит открыть и разгадать
| Номер серии | Название серии                                  | Дата выхода (США и Великобритания) | Дата выхода (СНГ) | Краткое содержание |
| ----------- | ----------------------------------------------- | ---------------------------------- | ----------------- | --- |
| 1           | Дом тайн и загадок (House of Secrets)           | 1 января 2011                      | 11 июня 2011      | Нина Мартин, обычная девушка из США, приезжает учиться в элитную школу со странным названием Обитель Анубиса. В тот же день ученица Джой Мерсер пропадает. Её лучшая подруга Патрисия берётся за расследование. |
| 2           | Подозрение (House of Attitude)                  | 1 января 2011                      | 11 июня 2011      | Патрисия знакомится с Ниной, и начинает её подозревать, что она как-то замешана в пропаже Джой. И все учителя как будто пытаются что-то скрыть. Нине не очень нравится учиться в школе, где к ней не проявляют никакого уважения. Патрисия замечает на зеркале странное послание от Джой. |
| 3           | Дом Чёрной Птицы (House of Blackbird)           | 1 января 2011                      | 11 июня 2011      | Патрисия пытается понять, кто же написал послание на зеркале. Нина встречает старушку Сару, которая даёт ей медальон (Глаз Гора) в надежде, что Нина сможет отыскать то, что очень важно для «Обители Анубиса». Мара проникается симпатией к Мику, и предлагает ещё позаниматься домашним заданием. |
| 4           | Риск (House of Dares)                           | 1 января 2011                      | 11 июня 2011      | Ночью Нине снятся кошмары. Она замечает что-то странное в кулоне, который дала ей Сара. Фабиан говорит Нине, что лучше не реагировать на «шутки» друзей. Эмбер пытается выяснить биографию Нины, а тем временем Патрисия вместе с Джеромом и Алфи придумывают план «церемонии посвящения». Это значит, что Нине нужно пойти на чердак (куда, кстати, ходить запрещено) и принести что-нибудь оттуда. Но для начала надо украсть ключ от чердака у Виктора в кабинете. |
| 5           | Ложь (House of Lies)                            | 1 января 2011                      | 11 июня 2011      | Нине удаётся выманить ключ у Виктора. Точнее украсть. Эмбер жутко возмущена, что Мик подарил «её подарок» Маре — просто у них на руках совершенно одинаковые браслеты. Теперь Мик пытается добиться у Эмбер прощения. А Патрисия всё ещё пытается дозвониться Джой. Нина идёт на чердак, и Патрисия запирает её. Но когда осознаёт, что сделала, было уже поздно. Виктор засёк их. |
| 6           | Открытие (House of Locks)                       | 2 января 2011                      | 11 июня 2011      | Нина с успехом проходит испытание. А Патрисия считает, что ей просто повезло. Тем более, что она ещё не разобралась толком, что именно случилось с Джой. Поэтому подслушивает разговор директора и учителя французского языка (Эрика Свита и Дафны Эндрюс), и узнаёт, что учителя что-то сделали с её лучшей подругой. |
| 7           | Слежка (House of Eyes)                          | 2 января 2011                      | 20 июня 2011      | Нина идёт на чердак, но уже вместе с Фабианом. Алфи оставил Эмбер послание из букв на её постели, но Джером подставил всё так, чтобы Эмбер подумала, что послание написал Мик. Так и случилось…Фабиан согласен с Сарой (то есть девочка в кулоне и на картине на чердаке — это Нина). Эмбер всю ночь ждала Мика, и теперь его ненавидит. Патрисия пытается украсть дело Джой из кабинета Свита, и просит Мару постоять на «шухере», и если что, придумать интересную тему, чтобы отвлечь собеседника. Но она в этом плохо разбирается…Но учителя замечают пропажу дела. |
| 8           | Послание (House of Agendas)                     | 2 января 2011                      | 21 июня 2011      | Джером говорит Мику, что Алфи влюбился в Эмбер. Виктор просит всех сдать сумки учеников на проверку. После этого Патрисия не находит дела Джой в своей сумке. Теперь Патрисия точно уверена, что что-то здесь не так…Сара говорит Нине, что в «Обителе Анубиса» спрятано сокровище, и Нине нужно его найти. Сара предупреждает Нину, что чёрная птица следит за ней. Друзья думают, что это Корбьер в кабинете Виктора… Патрисия тем временем заявляет в полицию о исчезновении Джой. |
| 9           | Ключ (House of Keys)                            | 2 января 2011                      | 22 июня 2011      | После того как Мик толкнул Алфи, Эмбер начинает ухаживать за ним. Однако после Эмбер и Мик мирятся подарком от Мика. Сержант Ройбок сообщает Патрисии, что с Джой всё в порядке. Джой прислала Патрисии электронное письмо, однако у Патрисии возникают вопросы. Нина и Фабиан находят подсказку под ступенькой лестницы. |
| 10          | Большой секрет (House of Discovery)             | 10 января 2011                     | 23 июня 2011      | Виктор пытается выяснить, кто же ходит на чердак, и сооружает ловушку. Между тем Мара признаётся Патрисии, что ей нравится Мик, и это слышит Эмбер. Патрисия роется в вещах Нины, и читает её дневник. У ребят намечается вечеринка, и Нина с Фабианом делают предложение пойти на чердак. Эмбер принимает решение поменяться комнатами — теперь она будет жить с Ниной, а Патрисия с Марой. Ловушка Виктора сработала идеально. |
| 11          | Подмена (House of Hyper)                        | 10 января 2011                     | 24 июня 2011      | Виктор допрашивает всех насчёт ключа от чердака. Никто не выдаёт друг друга. Фабиан предлагает Нине отдать те вещи, которые они нашли на чердаке, его дяде, который работает антиквариатом, и узнают невероятную тайну. |
| 12          | Подстрекательство (House of Cheats)             | 11 января 2011                     | 27 июня 2011      | Проводится контрольная по французскому, где Мара подменяет работу Мика на свою (которую же в свою очередь написала как бы за Мика). Патрисия уверена, что её подруга мертва. Джером узнаёт о проделке Мары, и та делает всё возможное, чтобы не спалиться. Нина с Фабианом решают прослушать те странные цилиндры, которые они нашли на чердаке. Все слышат крик на чердаке. Патрисия на миг подумала, что это Джой. На самом же деле это была запись, которую Фабиан еле выключил. Виктор забирается на чердак в надежде отыскать источник шума… Однако Нине и Фабиану удаётся спрятаться. |
| 13          | Подмена (House of Rumors)                       | 11 января 2011                     | 28 июня 2011      | Эмбер подслушивает разговор Нины и Фабиана, и думает, что у них было тайное свидание. Нине приходится признать это, потому что сказать правду она пока не может. И начинается — Эмбер спалилась. Теперь все знают о свидании. Патрисия чувствует, что за ней кто-то следит. Нине приходится впутать Эмбер во всю эту историю. Ночью они все поднимается на чердак, и чуть не встречают Виктора. |
| 14          | Медвежья услуга (House of Intrudens)            | 12 января 2011                     | 29 июня 2011      | Проходит контрольная по французскому. Позже Алфи борется с Джеромом. Ночью Фабиан с Ниной идут на чердак, а Алфи гадает Патрисии и Джерому. Виктор чуть не обнаружил незваных гостей на чердаке. На следующий день проходит урок драмы. Патрисия замечает какого-то человека в окне и пугается. |
| 15          | Доказательство (House of Proof)                 | 12 января 2011                     | 30 июня 2011      | Патрисия решает рассказать о Джой новому учителю истории, и он изо всех сил пытается ей помочь. Эмбер придумывает общество «Сибуна», в который входят пока только она, Нина и Фабиан. Алфи и Джером находят диктофон Эмбер с важными записями, и конечно, кое-что стирают…Нина, Фабиан и Эмбер находят первый ключ к разгадке «Обителя Анубиса». |
| 16          | Возвращение к традиции (House of Confrontation) | 13 января 2011                     | 1 июля 2011       | Мику не нравится, что Эмбер куда-то пропадает с её новыми друзьями. Джейсон Уинклер предъявляет доказательства о пропаже Джой Эрику, и тот советует обратиться к Виктору. Ребята находят ответ на первую загадку. |
| 17          | Тревога (House of Alarms)                       | 13 января 2011                     | 4 июля 2011       | Мистер Уинклер после разговора с Виктором ведёт себя странно и говорит, что с Джой всё нормально и её забрали родители. Фабиан с Ниной интересуются у Труди, как выглядела школа раньше, и вешают в коридоре люстру. В полдень Нина находит ответ на вторую загадку. |
| 18          | Кольцо Огня (House of Flames)                   | 14 января 2011                     | 5 июля 2011       | Дафна забирает у Фабиана наушники с плеером, и он вовремя его забирает — там же очень важные записи с чердака. Патрисия пытается украсть медальон Нины, потому что это её единственный шанс узнать больше про Джой, но её застаёт Эмбер. Ребята пытаются разгадать ответ на третью загадку. Между тем в подвале дома происходит тайное собрание учителей. |
| 19          | Потайной ход (House of Passages)                | 14 января 2011                     | 6 июля 2011       | Патрисии не удалось выкрасть медальон, поэтому она пытается поговорить с Ниной и вынудить её встретится с Руфусом — её личным детективом, которого она только и видела везде. Сам он приходит в гости к Саре. Ребята спускаются в подвал и находят ответ на третью загадку — кольцо огня. Теперь остаётся узнать, что значат цифры на кольце. |
| 20          | Надежда (House of House of Kidnap)              | 14 января 2011                     | 7 июля 2011       | Ребята видят, как Виктор пьёт какое-то зелье. Эмбер находит кошку и решает приютить её, но она пропадает в самый ответственный момент. Нина соглашается со мнением Патрисии встретиться с Руфусом, но встреча проходит неудачно. |
| 21          | Ты уволена! (House of Catnap)                   | 18 января 2011                     | 8 июля 2011       | Эмбер, Нина, Фабиан и Патрисия решают, что нужно всё это кому-то доверить, и решают всё рассказать Труди. О кошке, о подвале, о странных вещах…Вечером Труди устраивает вместе с ребятами допрос, но это плохо заканчивается. |
| 22          | Скрытые камеры (House of Cameras)               | 19 января 2011                     | 11 июля 2011      | Виктор увольняет Труди. В доме ставят видеокамеры. Мику предлагают учиться в спортивной школе в Калифорнии, и Мара пытается ему помочь. Но для начала проводится викторина…Нина с Фабианом принимают в общество «Сибуна» Патрисию, и узнают, что сокровища, которые они ищут — из гробницы Тутанхамона. |
| 23          | Дом чисел (House of Numbers)                    | 19 января 2011                     | 12 июля 2011      | Ученики не пошли в школу, потому что были против видеокамер и увольнения Труди. Но узнав о последствиях, все, кроме Нины, Фабиана и Патрисии, уходят. С помощью папы Мика ребята добиваются снятия видеонаблюдения. Нина и Фабиан находят фотографию Виктора в прошлом веке, и понимают, что возможно, то зелье, что он пил в подвале — эликсир жизни. |
| 24          | Страх (House of Scares)                         | 20 января 2011                     | 13 июля 2011      | Ребята возвращают Труди. Мара целуется с Миком, и после этого он чувствует себя виноватым. Патрисия считает, что они не подходят друг другу. Алфи и Джером пытаются разыграть ребят в подвале. |
| 25          | Новый имидж Мары (House of Fakers)              | 20 января 2011                     | 14 июля 2011      | Патрисия находит отличное применение эликсиру, который они взяли в подвале. Сара уверена, что Виктор убил её родителей, и он хочет склонить чашу весов жизни. Пока никто из ребят не знает, что это может значить. |
| 26          | Допрос (House of Fakers)                        | 21 января 2011                     | 15 июля 2011      | Мара меняет имидж и становится грубой. А Алфи спускается в подвал, чтобы найти свою маску зомби, но однако застревает там на свою ночь. Он видит, как учителя проводят свои обряды. |
| 27          | Визит в больницу (House of Emergency)           | 21 января 2011                     | 18 июля 2011      | Алфи увозят в больницу. Виктор устраивает всем допрос, но все держатся и не выдают секреты. Нина сдаётся, и выходит из клуба «Сибуна». |
| 28          | Воссоединение (House of Reunion)                | 24 января 2011                     | 19 июля 2011      | Патрисия вместе с Джеромом навещают Алфи в больнице. Ему уже лучше, только он ничего не помнит. Тем более, что в той же больнице, где и Алфи, лежит Руфус. Патрисия пытается всеми силами вызволить его из этой ужасной больницы. |
| 29          | Вспомни, разгадай (House of Memories)           | 24 января 2011                     | 20 июля 2011      | Нина разгадывает новую загадку и сразу же возвращается в «Сибуну». Руфус говорит, что медальон Нины проклят, но та не хочет в это верить. Ребята разгадывают новую загадку, но их застаёт Виктор и отбирает ценную реликвию Анха (это тот самый обряд, который обычно проводят учителя). |
| 30          | Спектакль (House of Drama)                      | 25 января 2011                     | 21 июля 2011      | Сегодня — премьера нового спектакля. Дядя Фабиана навещает его, и дарит книгу «Раскрывая глаз», чтобы помочь в будущих начинаниях. Тем временем Мара решает отомстить Мику. Патрисии прислали открытку, и она непременно решает узнать, кто же её написал. Спектакль начинается. |
| 31          | Код (House of Codes)                            | 25 января 2011                     | 22 июля 2011      | Патрисия нашла свою подругу. Джой сидела в зале. Теперь всем надо продержаться до конца спектакля. Нина тем временем пытается открыть сейф в кабинете Виктора и выкрасть реликвию Анха. Но в самый ответственный момент приходит Виктор. |
| 32          | Похищение (House of Risk)                       | 26 января 2011                     | 25 июля 2011      | Ученики показывают настоящую историю «Обители Анубиса». А Нине удаётся ввести код, выкрасть реликвии и спастись от наказания. Джой пытается сбежать, но её застают учителя. |
| 33          | Шантаж (House of Thieves)                       | 26 января 2011                     | 26 июля 2011      | Патрисия получает приглашение от Джой, в котором она приглашает её встретиться у школы на поляне. Вместо этого она встречает Руфуса, который её похищает. |
| 34          | Опасность (House of Hazard)                     | 27 января 2011                     | 27 июля 2011      | Похитив Патрисию, детектив Руфус пытается шантажировать директора интерната мистера Свита и других членов тайного сообщества «Анх» (Анх — египетский крест, увенчанный кольцом и символизирующий вечную жизнь у древних египтян), руководимого Виктором.- Миссис Эндрю пытается спасти Патрисию. Ей противостоит Виктор.- Мара переживает из-за равнодушия Мика и хочет обсудить это с Патрисией, но ничего не получается. |
| 35          | Головоломка (House of Charades)                 | 27 января 2011                     | 28 июля 2011      | К Алфи приезжают родители, и он решает похвастаться тем, что он — хозяин пансиона «Обитель Анубиса». Нина и Эмбер отыскивают Патрисию, но их запирает в ангаре Руфус. |
| 36          | Спасти Патрисию! (House of Rendezvous)          | 31 января 2011                     | 29 июля 2011      | Фабиан находит записку Джой, и следует за следами масла от машины, и спасает Нину с Эмбер. Руфус ставит миссис Эндрюс (Дафне) ультиматум — эликсир жизни в обмен на Патрисию. Учителя сговариваются и решают подкинуть ему подделку. |
| 37          | Сомнение (House of Rescue)                      | 31 января 2011                     | 1 августа 2011    | Нина, Фабиан и Эмбер спасают Патрисию, между тем как показалось мисс Эндрюс, она упустила свой шанс. Теперь ребята просят рассказать ей всё, что скрывают учителя. Но она, кажется, делать это не намерена. Мик уезжает из пансиона. Руфус исчезает таинственным образом. Джером проникается симпатией к Маре, и он пытается завоевать её сердце, пока нет Мика. Ребята общаются с Джой через видеочат, и узнают, что Руфус очень опасен для них. Хотя на самом деле всё не так просто, как кажется. |
| 38          | Арест(House of Arrest)                          | 1 февраля 2011                     | 2 августа 2011    | Ребята не верят, что Виктор и все остальные учителя защищают их. Алфи возвращает свои результаты анализа крови из больницы, которую читают Фабиан и Нина, когда они крадутся в офис Виктора. Оказывается, что эликсир был действительно только травяной смесью. Мара и Джером становятся ближе и начинают общаться больше. Джером начинает дружить с Марой больше чем Алфи, и это показывает, что он влюбляется в неё без памяти, даже назначая Мару стать школьным представителем. Фабиан теряет часть загадки, когда он пихает свою сумку далеко, подумав, что их будут обыскивать. Нина получает подсказку от Сары во сне, где Сара говорит ей: «Тебе это больше не интересно, Нина? Хорошо, потому что это — только начало. 11 01 01 19 15. 11 01 01 19 15». |
| 39          | Предмет взысканий (House of Hoax)               | 1 февраля 2011                     | 3 августа 2011    | Фабиан в конечном счёте приносит извинения Нине за то, что потерял часть загадки и, кажется, находится в большом отчаянии: «Прости меня! Слушай, я не брошу это: ни Сару, ни поиски, ни, конечно же, тебя [Нина]». У Патрисии дурные сны о Руфусе и изображение всех в её классе с его лицом. Она выбегает и немного расстраивается, в конечном счёте скрывается в прачечной. Алфи полагает, что получил сообщение от инопланетян, когда он обнаруживает часть загадки, что Фабиан потерял. Патрисия и Алфи начинают общаться, так они могут помочь друг другу избежать кошмаров. Патрисия крадёт часть загадки у Алфи, и говорит Фабиану об этом, а он говорит, что мог поцеловать её, но она отодвигает его; у Нины взгляд вреда: она в это время допускает, что у неё есть чувства к Фабиану. Патрисия оставляет примечание, таким образом, Алфи думает, что инопланетяне улетели. Нина помещает числа Сары в край части загадки, и дом внезапно начинает дрожать. Нина думает, что дом, возможно, оживает, потому что египтяне думали, что все объекты были живы. |
| 40          | Дом времени (House of Time)                     | 2 февраля 2011                     | 4 августа 2011    | Конкурс для школьных представителей нагревается, Мара работает. Джером приглашает Мару на свидание, но отвергается, когда он начинает оскорблять Мика. Последние загадки приводят «Сибуну» к часам, но когда они открылись, они оказались пустыми, делая возможным, что кто-то уже забрал часть. Алфи шпионит за тайным клубом, и, чтобы он от них отстал, Фабиан выдумывает, что он был прав с самого начала об инопланетянах. Затем, во время встречи «Сибуны», Нина открывает пятый кусок головоломки. |
| 41          | Странник (House of Aliens)                      | 2 февраля 2011                     | 5 августа 2011    | Нина открывает пятый кусок головоломки и секретное сообщение появляется на стене дома само. Алфи нападает на миссис Эндрюс, полагая, что она была змеёй, и Фабиан с Патрисией говорят ему правду о головоломках и их поисках сокровищ. Алфи принят в «Сибуну». Джером помогает Маре с её предвыборной кампанией, а затем Мик возвращается и просит Мару встречаться с ним. Она соглашается, и они становятся официальной парой. Нина посещает Сару, которая говорит, что ей надо слушать голос. На чердаке она находит картины Виктора, Руфуса и Сары в 1960 году, и только Сара постарела, а Виктор и Руфус — нет. Они молодые из-за эликсира жизни. |
| 42          | Дом масок(House of Masks)                       | 3 февраля 2011                     | 8 августа 2011    | Эмбер решает конкурировать с Марой в школьных выборах. Мара начинает отдавать всё своё внимание Мику, к большому разочарованию Джерома. «Сибуна» решает вернуться в подвал, чтобы забрать образец эликсира, Алфи настаивает, что он должен идти в одиночку, чтобы проявить себя, но всё равно пошёл с Фабианом. Там у него страшные воспоминания. |
| 43          | Погоня (House of Pursuit)                       | 3 февраля 2011                     | 9 августа 2011    | Когда Виктор обнаруживает, что идею спектакля Нине, Фабиану и Патрисии подала женщина по имени Сара, он что-то подозревает. Он находит ключ в подписании из книги, которая приводит его в дом престарелых и сталкивает лицом к лицу с Сарой. Алфи говорит команде, что он вспомнил жуткий ритуал учителей из подвала, и они обнаруживают следующий ключ: он спрятан внутри поддельного цилиндра на чердаке. Виктор находит Сару и посещает её в доме престарелых. |
| 44          | Вчерашний день (House of Yesterday)             | 4 февраля 2011                     | 10 августа 2011   | Виктор привёл Сару в дом. Когда она увидела его, она называла его убийцей, но затем ей привиделись различные воспоминания из прошлого, когда она жила в доме, в том числе то, в котором она и Виктор были друзьями. Отец Виктора, Виктор Роденмаар-старший (который выглядит в точности как Виктор) изображается жестоким и не любит своего сына, угрожая отправить его в детский дом, если он не получит информацию, которую он хочет от Сары. Между тем, Джером становится предвыборным менеджером компании Эмбер. Сара посещает Нину во сне снова, где она говорит: «Прощай, дорогая. Теперь это твои поиски». |
| 45          | Победа (House of Victory)                       | 4 февраля 2011                     | 11 августа 2011   | На следующий день в школе имеют место выборы, и основная борьба разрывается между Марой и Эмбер. Труди сообщает Нине, что звонили из дома престарелых, чтобы сказать ей, что «Эмили» (псевдоним Сары) скончалась той ночью, и что она оставила ей коробку её имуществ. Она и остальные члены «Сибуны» находят юридические документы, которые говорят, что родители Руфуса были опекунами Сары спустя два года после того, как её родители умерли, и что Руфус — возраста Сары, и определённо взял эликсир. Мик пытается «помочь» Маре выиграть выборы. Об этом узнаёт Джером. В результате на выборах победила Мара. |
| 46          | Взятка (House of Bribes)                        | 14 февраля 2011                    | 12 августа 2011   | Мара разъярена, что Мик обманывал для неё на школьных выборах и прекращает с ним отношения. Нина посещает похороны Сары и затем видит конфронтацию между Руфусом и Виктором в доме престарелых. Она слышит, что они упоминают Джой, являющуюся «Избранной» прежде, чем они поймут, что она подслушивала. |
| 47          | Яд (House of Venom)                             | 14 февраля 2011                    | 15 августа 2011   | Виктор пытается узнать, насколько Нина знает, но она ничего не говорит. Позже, она ведёт вниз экспедицию в подвал, где «Сибуна» видит встречу общества Виктора. Тем временем Патрисия связывается с Джой, чтобы узнать, знает ли она больше, чем она говорит. |
| 48          | Звезда (House of Stars)                         | 15 февраля 2011                    | 16 августа 2011   | Виктор ловит Нину, вышедшую из чердака. Чтобы остановить её «раздумья в одиночестве», Виктор принимает решение повесить замок на дверь. Джером пытается выяснить, чем занимается «Сибуна». Для этого дела он связался с Руфусом, получая номер Руфуса от телефона Патрисии, и теперь шпионит за «Сибуной» для Руфуса, будучи подкупленным. Нина и Фабиан находят следующую подсказку через телескоп. |
| 49          | Отчаяние (House of Harsh)                       | 15 февраля 2011                    | 17 августа 2011   | «Сибуна» тянет жребий, кто пойдёт в одиночку в подвал за частью эликсира и полусферой. В итоге жребий пал на Алфи. Мик задумывает план о перемирии с Марой. Алфи спускается в подвал. Об этом узнаёт Джером и решается подвести Алфи и разыграть «Сибуну». В итоге Алфи заперся в гробницу и не может из неё выбраться. |
| 50          | Просветление (House of Lights)                  | 16 февраля 2011                    | 18 августа 2011   | Джером освобождает Алфи из гробницы. Джером разоблачает Алфи, и Алфи стал работать на Джерома. «Сибуна» проводит для Алфи обряд посвящения в общество. Мик извиняется перед Марой интересным способом. Нина стала слышать голоса. Нина поняла, что следующая подсказка находится в старой люстре. Нина находит, но она находится в неловком положении. |
| 51          | Предан навеки (House of Allegiance)             | 16 февраля 2011                    | 19 августа 2011   | Нина избежала от неловкого положения. Алфи рисует части Анкха, а потом узнаёт, что Джером работает на Руфуса. Виктор отбирает у Алфи рисунки. Нина и Фабиан раскрывают последнюю загадку в голове Корбьера, на которой написано: «END». Они думают, что это конец поиска. Но они сталкиваются с проблемой — Виктор вернулся домой, но как вернуть голову Корбьера на место? |
| 52          | Вредитель (House of Pests)                      | 17 февраля 2011                    | 22 августа 2011   | Фабиан ставит голову Корбьера на место. Виктор привозит мышей в дом и выпускает их, чтобы обыскать всех ребят из «Обители Анубиса». Учеников отправляют в школу пока не отстранится нашествие крыс. Виктор обыскивает комнаты и добирается до секретной комнаты в чердаке. |
| 53          | Предательство (House of Betrayal)               | 17 февраля 2011                    | 23 августа 2011   | Нине и Фабиану удаётся заставить Виктора уйти из обители. Они замечают, что Виктор отнял у «Сибуны» всё, кроме частей Анха. Виктор решил пойти по следам «Сибуны» с самого начала поисков. «Сибуна» приняла решение для безопасности частей Анха отдать каждому члену общества. Эмбер просит у школьного представителя Мары потребовать организовать бал по случаю окончания семестра. Джером отбирает у Алфи для Руфуса часть Анха. |
| 54          | Откровение (House of Revelation)                | 18 февраля 2011                    | 24 августа 2011   | Джером отдаёт Руфусу отобранную у Алфи часть Анха. Состоится бал, а ребята ставят Фабиана в неловком положении в вопросе, кого он пригласит на бал. Фабиан узнаёт, что если соединить все части Анха, то получится чаша. Алфи оказывается в неловком положении после того, как «Сибуна» приняла решение соединить части Анха. |
| 55          | Всё кончено? (House of Heavy)                   | 18 февраля 2011                    | 25 августа 2011   | Алфи признаётся перед «Сибуной», что отдал часть Анха Джерому. «Сибуна» и Джером придумывают план, как забрать часть Анха у Руфуса Зино. Ночью «Сибуна» вовлекают Руфуса в ловушку в подвал, но в подвал также спускается не по плану Джером. |
| 56          | Тишина (House of Hush)                          | 19 февраля 2011                    | 26 августа 2011   | «Сибуне» удаётся вернуть часть Анха, однако Руфусу удаётся сбежать. Джером шантажирует «Сибуну», требуя от них защиту от Руфуса. «Сибуна» просят Джерома продолжать переговоры с Руфусом. Руфусу нужны части Анха сейчас, иначе придётся ждать ещё 25 лет. Эмбер ищет себе кавалера на бал, который назвался «Царём Тутом». «Сибуна» пытается соединить части Анха, но ничего не получается. |
| 57          | Шпион (House of Spies)                          | 19 февраля 2011                    | 28 августа 2011   | Джером принимается в «Сибуну» и рассказывает, что объединить части можно только в особенный день раз 25 лет. Сара снова явилась Нине во сне и напоминает ей о её подарке. Ребята обсуждают предстоящий бал. Джерома ловят на попытке найти подарок Нины от Сары, и при этом теряет доверие. «Сибуна» понимает, что части Анха в Чашу Анха может собрать только избранный. «Сибуна» узнаёт, когда наступает особенный день, а именно в пятницу в полночь, когда наступает бал. Об этом узнаёт Виктор. |
| 58          | Желание (House of Sting)                        | 19 февраля 2011                    | 28 августа 2011   | Виктор рассказывает учителям о том, что узнал. Фабиан приглашает Нину на бал, и она приняла приглашение. Эмбер получила пакет с платье для куклы. Оказывается Джером подменил платье Эмбер для бала на платье для куклы, но Алфи вернул его. Патрисия находит письмо от Джой, где она просила встретиться в кабинете Джейсона. Все идут туда, но их закрывает Руфус с банкой опасных мушек красного Сета, так как письмо было не от Джой. Он взял у Патрисии сумку с частями Анха, но там оказались бутылки с водой. Джой в то время получила части. |
| 59          | Никогда не говори «никогда» (House of Never)    | 19 февраля 2011                    | 28 августа 2011   | Руфус теряет терпение. Мара и Мик танцуют на бале. Учителя ловят Джой. Виктор и его общество устраивают с Джой собрание для соединения Чаши Анха. Руфус говорит Нине, чтобы она принесла части Анха и эликсир. Но Фабиан толкает его, ребята сбегают и кидают в Руфуса банку с мушками. |
| 60          | Чаша весов жизни (House of Forever)             | 19 февраля 2011                    | 28 августа 2011   | Джой не удаётся собрать Чашу Анха. Избранной оказалась Нина, поскольку Джой родилась 7 июля в 7 часов вечера, а Нина — в 7 утра. «Сибуна» бежит в подвал и собирает чащу Анха. Внезапно появляется Руфус Зино и берёт в заложники Эмбер. Его приказ — налить в чашу эликсир и дать ему выпить. Кроме того, как сделать это, у «Сибуны» нет выбора. Но Фабиан поменял склянки, и Руфус выпил фальшивый эликсир. Затем он убежал. Виктор объясняет тайну. Призрак Сары отдаёт Нине чашу. Потом Нина возвращается на бал, и они с Фабианом целуются, поскольку Эмбер назначила их королём и королевой бала. |

## 2 сезон — Дверь Анубиса

### Разработка
Съёмки второго сезона начались 27 июля 2011 года. Премьера на данный момент ожидается в Америке к 9 января 2012 года, в России, соответственно, летом 2012 года. В новом сезоне появится много новых персонажей и секретов. Второй сезон опять же — ремейк «Het Huis Anubis».

### Обзор серий
Второй сезон «Обитель Анубиса» стартовал в Америке и Великобритании 7 января 2012 года как предпремьерный показ, а 9 января началась сама премьера сериала. По сюжету студенты «Обители Анубиса» возвращаются в школу, где их ждёт много новых открытий и приключений. Второй сезон снимался в Великобритании в период с июля по октябрь 2011 года, его же показали в Америке за три месяца (с января по март). В России премьера же стартует 28 мая 2012 года.
| Номер серии | Название серии          | Дата выхода (США и Великобритания) | Дата выхода (СНГ) |
| --- | ----------------------- | ---------------------------------- | ----------------- |
| 61 | «Дом с секретами»       | 9 января 2012                      | 28 мая 2012       |
| После каникул возвращаются в Обитель Анубиса известные нам ученики. Нина Мартин, возвращаясь, замечает Джерома, который выглядит, будто он от кого-то прячется; узнаётся, что он прячется от какой-то девочки. Алфи готовится стать парнем Эмбер. В обитель возвращается Джой, которая пропустила весь прошлый год из-за учителей и Виктора. Виктор недоволен, что ученики, вернувшись обратно, потревожили его драгоценное спокойствие. Нина возвращается в школу за Чашей Анха, которую спрятала в прошлом году. Эмбер назначает собрание клуба Сибуна. Собрание началось ночью на чердаке. Виктор до сих пор пытается воссоздать эликсир жизни, делая эксперименты в подвале. Нину, Фабиана, Патрисию, Эмбер и Алфи заметила Джой и позвала всех остальных на чердак. Эмбер нашла на чердаке кукольный домик в виде копии Обители Анубиса. Виктор узнаёт, что все находятся на чердаке и велел вернуться по своим комнатам. Нина спрятала чашу перед тем, как Виктор поднялся на чердак, так как заметил, что Нина не вышла оттуда. |                         |                                    |                   |
| 62 | «Кукольный дом»         | 9 января 2012                      | 28 мая 2012       |
| Нина разбивает одну куклу из чердака. Виктор велел ей вернуться в комнату. Виктор включил куклу, и она сказала: "Следуй в атенеум пойди, крылья нажать, книгу найди. В книге старой хранилище грёз, живая вода из золото слёз" - всё это услышала Нина, возвращаясь в комнату. Эмбер отказалась принимать договорённость между ней и Алфи, которая состоялась в подвале в конце года. Виктор назначил наказание всем. Нина обсудила с Фабианом случившееся на чердаке, и они подумали, что нужно искать в библиотеке. Джером странно себя ведёт. Джой пересела с её обычного места, которое Нина занимала в течение всего прошлого года, на место с Патрисией, на что потом начала недовольствовать: "Сначала моя комната, потом Фабиан, что дальше: моя мама, мой кот, моя свобода?". Эмбер показывает Алфи "Эмбер Милингтон — пособие по свиданиям". Виктор совещается со Свитом насчёт слов куклы; Виктор сказал, что кукла принадлежала Саре Фробишер-Смайт, а насчёт старой книги его отец называл Книгой Изиды; Виктор убеждён, что в той книге есть рецепт эликсира, и золото слёз - недостающий ингредиент. Алфи цитирует шаги из пособия. Фабиан оформляет свой статус. Девочка находит Джерома и требует нужные вещи для её непонятного молчания. Алфи, пытаясь пройти Шаг первый, где указано про подарки, подбирает для Эмбер цветы и подготовить кексы; попросил Джерома выбрать цветы за него, пока он занят с кексами. Нина и Фабиан подошли к библиотеке и проникают внутрь, а там Виктор и Свит ищут Книгу Изиды. Пропала книга. |                         |                                    |                   |
| 63 | «Дом призраков»         | 10 января 2012                     | 29 мая 2012       |
| Виктор находит Нину и Фабиана в библиотеке Фробишер-Смайтов. Им велели вернутся в дом. Фабиан слышал слова Свита, думая, что Чаша уничтожена; Фабиан думает так же. Эмбер пытается помочь Нине со сном, чтобы ей приснилась Сара. Алфи подарил Эмбер кексы. Нине, используя инструкцию от Эмбер снится сон, что она спустилась вниз по лестнице внутри обители, но вместо Сары встречает Виктора, который ей сказал: "Вытри слёзы, избранная", а кукольный домик из чердака начал светиться. Нина проснулась и кричит, так как она увидела что произошло с лицом Эмбер. Узнаётся, что у неё аллергия на малину, за это она зла на Алфи, а затем прибыли цветы для Эмбер, но цветы выбирал Джером, поэтому прибыли кактусы. Джером заплатил девочке за её молчание меньше, чем нужно было шоколадками. В пансион приехала бабушка Нины. Мик и Мара пошли в кино. Ночью у Нины и Фабиана свидание в чердаке, но оно прервалось, так как пришлось Нине показать Чашу, так как она стала светиться сильно. Нина выключила свет у чаши, потом все пошли спать, но дальше из места хранения появляется чёрный дух, и он приблизился к Нине. |                         |                                    |                   |
| 64 | «Плохие новости»        | 10 января 2012                     | 29 мая 2012       |
| Дух оказывается в зеркале, а Нина его не замечает. Труди даёт Виктору письмо, в котором написано "обеспечьте выставку, найдите Книгу Изиды". Виктор обсуждает это с Мистером Свитом, и они решают обеспечить выставку, Виктор говорит Свиту звонить Густаву Зистаку, тому кто обеспечивает выставки. Девочка пакостит Джерому. Труди выкидывает кукольный дом. Виктор и Свит встречают Густава Зистака, после их ухода все дразнят Виктора и смеются. Алфи в качестве подарка для Эмбер возвращает кукольный дом и таким образом проходит Шаг первый. Ночью Нина слышит, как кто-то произносит слово "избранная", и идёт на чердак, берёт чашу, и снова появляется дух и говорит Нине, что она должна найти Маску Анубиса, или она поплатится жизнью. |                         |                                    |                   |
| 65 | «Соперничество»         | 11 января 2012                     | 29 мая 2012       |
| Утром Нина просыпается и говорит что ей снился странный сон, Нина рассказывает Фабиану о том, как увидела этого духа и снова слышит слово "избранная". Они идут на завтрак. Нина замечает в своей сумке Чашу Анкха и понимает, что это было наяву. Потом Джой, Нина и Фабиан все вместе идут в школу. Мистер Свит рассказывает ученикам про выставку и берёт в помощники Джой, Мару и Фабиана, и Нина из-за всех сил пытается попасть (ей удаётся). Мик готовится уезжать в Австралию. На собрании Джой предлагает снять фильм для выставки. Нина и Фабиан читают про Маску Анубиса, и Нина слышит злого Духа. |                         |                                    |                   |
| 66 | «Письмо»                | 11 января 2012                     | 1 июня 2012       |
| Мик уходит повидаться с родителями. Поппи (Сестра Джерома) находит письмо от их отца. Нина подслушивает разговор Виктора и Мистера Свита и узнаёт, что Виктору нужна Книга Изиды. Бабушка Нины тренирует Фабиана рассказать Нине стихи. Джером даёт Поппи прочитать письмо. Алфи попал на Обложку журнала и прошёл Шаг второй. Нина хочет рассказать Фабиану про Книгу Изиды, а Фабиан перебивает Нину и говорит ей, что она должна выслушать стихи, и они ссорятся. Фабиан приходит к Нине и превращается в Духа. |                         |                                    |                   |
| 67 | «Проклятье»             | 12 января 2012                     | 4 июня 2012       |
| Нина просыпается, что-то чувствует на своей руке, и видит на ней какой-то рисунок, который не стирается. В школе Нина показывает Фабиану этот рисунок. Нина и Фабиан идут навестить дядю Фабиана, чтобы спросить про Маску Анубиса, но вместо него там крёстный Фабиана Джаспер, который тоже работает антикваром. Они спрашивают его, и Фабиан показывает ему рисунок Нины, а он рассказывает им что это Метка Анубиса. Виктор говорит Свиту про Метку Анубиса, которая есть у Нины. Бабушка Нины готовится уезжать. Нина рассказывает Эмбер про духа и Маску Анубиса. Кукольный дом начинает дымиться и нагреваться, приходит Фабиан, а Виктор догадывается о том, что у них в комнате мальчик, и заходит. |                         |                                    |                   |
| 68 | «Ночные кошмары»        | 12 января 2012                     | 5 июня 2012       |
| Виктор гонит Фабиана в свою комнату, и спрашивает, откуда дым, но приходит бабушка Нины, а Виктор уходит. Утром Алфи говорит Эмбер, что у него есть машина, он довозит Эмбер до школы и проходит последний Шаг третий. Эмбер говорит, что они пойдут на пробное свидание. Джаспер заканчивает разговор со Свитом и Виктором. Фабиан встречает Джаспера, и он говорит, что собирается быть куратором выставки. Поппи и Мара узнают о том, что отец Поппи и мистер Свит учились в обители Анубиса в одно и то же время. Фабиану тоже снится этот злой дух, и он замечает у себя метку Анубиса. Нина находит в кукольном доме карту к маске Анубиса. |                         |                                    |                   |
| 69 | «Подбор»                | 13 января 2012                     | 6 июня 2012       |
| Фабиан рассказывает Нине о том, что ему снился тот дух, и предлагает Виктору сняться в фильме (быть рассказчиком). Нина и Эмбер находят начало туннелей с карты. Фабиан помогает Алфи подготовить еду к двойному свиданию. Фабиан и Нина пытаются подобрать код, и их замечает Виктор. |                         |                                    |                   |
| 70 | «Дом горя»              | 13 января 2012                     | 7 июня 2012       |
| Приходит Эмбер и отвлекает Виктора, а Нина и Фабиан в это время уходят. Джой объявляет что сегодня (по сериалу) они принимают заявку для выставки и все должны быть там как группа поддержки. Приходит Густав Зистак Мара не приходит говорить вступительную речь, потому что она общается с Миком. Речь рассказывает Джой. Густав Зистак соглашается провести выставку здесь. Нина замечает метку Анубиса у Фабиана, она замечает духа в зеркале и кричит: "Кто ты?". |                         |                                    |                   |
| 71 | «Дом с туннелями»       | 16 января 2012                     | 8 июня 2012       |
| Нина, Фабиан и Эмбер пытаются использовать код 1890, и этот код срабатывает. Они находят там амулеты. Мик говорит, что уезжает завтра (по сериалу). Нина находит систему потайных ходов. |                         |                                    |                   |
| 72 | «Прощай, Мик!»          | 16 января 2012                     | 11 июня 2012      |
| Труди говорит, что будет куратором ассистентом на выставке. Все устроили вечеринку прежде чем Мик уедет. Он уезжает, прибегает Мара, но Мик уже уехал, он выходит из угла и прощается с Марой. Джером замечает Поппи, и он наконец начинает помогать ей. Эмбер проходит в следующий коридор. |                         |                                    |                   |
| 73 | «Защита»                | 17 января 2012                     | 12 июня 2012      |
| Эмбер находится в следующем коридоре, и на неё светит очень яркий луч, Эмбер говорит, что вообще ничего не видит, Нина и Фабиан её вытаскивают. Нина догадывается о том, что амулеты могут помочь пройти через эту ловушку. Приходит какая-то леди (это новая сестра-хозяйка Вера). Нина и Фабиан пытаются с помощью амулетов не ослепнуть, и это срабатывает. Эмбер пытается скрыть от всех свою слепоту. Джером идёт встречаться с Детективом. В комнате Нины и Эмбер появляется дух и собирается поставить метку Анубиса Эмбер, пока она ничего не видит, но Нина вместе с Эмбер убегает из комнаты. Труди спрашивает Виктора о новой сестре-хозяйке. Виктор замечает метку Анубиса на коробке с экспонатом. Вера кому-то звонит и говорит: "Я внутри". |                         |                                    |                   |
| 74 | «Загадка с книгами»     | 17 января 2012                     | 13 июня 2012      |
| Нина и Фабиан проходят в продолжение туннелей и видят дверь, но не имеют ключа, также они имеют стеллаж (слова Нины) с кучей книг. Нина замечает, что на каждой книге буква и написано "р.е.б.т.р.о.", она догадывается, что это анаграмма имени Роберт, и нужно собрать надпись "Роберт Фробишер-Смайт". Они собирают, но не хватает 9 книг, чтобы составить фробишер. Они идут в школу и пропускают весь 1 урок. Труди приходит в библиотеку и понимает, что кто-то был здесь и искал какой-то экспонат, чтобы украсть. Приходят Нина и Фабиан и предлагают запереть этого человека (это оказался Виктор). Джером идёт к детективу и увольняет его, потому что он нашёл его маму, а детектив говорит, что он должен заплатить ему. Нина и Фабиан ищут книги и находят только 8, потому что 9 брала с собой миссис Эндрюс. Они приходят в школу и снова опаздывают, но не полностью. Джером находит какую-то записку. |                         |                                    |                   |
| 75 | «Чей дом?»              | 18 января 2012                     | 14 июня 2012      |
| 76 | «Мошенничество»         | 18 января 2012                     | 15 июня 2012      |
| 77 | «Шанс»                  | 19 января 2012                     | 18 июня 2012      |
| 78 | «Разделение»            | 19 января 2012                     | 19 июня 2012      |
| 79 | «Разрушение»            | 20 января 2012                     | 20 июня 2012      |
| 80 | «Головокружение»        | 20 января 2012                     | 21 июня 2012      |
| 81 | «Давление»              | 23 января 2012                     | 22 июня 2012      |
| 82 | «Дежавю»                | 23 января 2012                     | 25 июня 2012      |
| 83 | «Коллекционер»          | 24 января 2012                     | 26 июня 2012      |
| 84 | «Обман»                 | 24 января 2012                     | 27 июня 2012      |
| 85 | «Дом Сибуны»            | 25 января 2012                     | 28 июня 2012      |
| 86 | «Час расплаты»          | 25 января 2012                     | 29 июня 2012      |
| 87 | «Маятники»              | 26 января 2012                     | 2 июля 2012       |
| 88 | «Тупик»                 | 26 января 2012                     | 3 июля 2012       |
| 89 | «Помощь»                | 27 января 2012                     | 4 июля 2012       |
| 90 | «Фобии»                 | 27 января 2012                     | 5 июля 2012       |
| 91 | «Дом Изиды»             | 30 января 2012                     | 6 июля 2012       |
| 92 | «Комендантский час»     | 30 января 2012                     | 9 июля 2012       |
| 93 | «Начало конца»          | 31 января 2012                     | 10 июля 2012      |
| 94 | «Сеть»                  | 31 января 2012                     | 11 июля 2012      |
| 95 | «Фасад»                 | 1 февраля 2012                     | 12 июля 2012      |
| 96 | «Хранитель»             | 1 февраля 2012                     | 13 июля 2012      |
| 97 | «Взлом»                 | 2 февраля 2012                     | 16 июля 2012      |
| 98 | «Яд паука»              | 2 февраля 2012                     | 17 июля 2012      |
| 99 | «Двойной обман»         | 3 февраля 2012                     | 18 июля 2012      |
| 100 | «Провода»               | 3 февраля 2012                     | 19 июля 2012      |
| 101 | «Зависть»               | 6 февраля 2012                     | 20 июля 2012      |
| 102 | «Имена»                 | 6 февраля 2012                     | 23 июля 2012      |
| 103 | «Доказательство»        | 7 февраля 2012                     | 24 июля 2012      |
| 104 | «Гений»                 | 7 февраля 2012                     | 25 июля 2012      |
| 105 | «Клевета»               | 8 февраля 2012                     | 26 июля 2012      |
| 106 | «Поспешное решение»     | 8 февраля 2012                     | 3 сентября 2012   |
| 107 | «Извинение»             | 9 февраля 2012                     | 4 сентября 2012   |
| 108 | «Колдовство»            | 9 февраля 2012                     | 5 сентября 2012   |
| 109 | «Молчание»              | 10 февраля 2012                    | 6 сентября 2012   |
| 110 | «Опасность»             | 10 февраля 2012                    | 7 сентября 2012   |
| 111 | «Статус»                | 13 февраля 2012                    | 10 сентября 2012  |
| 112 | «Дом горя»              | 13 февраля 2012                    | 11 сентября 2012  |
| 113 | «Кража»                 | 14 февраля 2012                    | 12 сентября 2012  |
| 114 | «Алиби»                 | 14 февраля 2012                    | 13 сентября 2012  |
| 115 | «Забвение»              | 15 февраля 2012                    | 14 сентября 2012  |
| 116 | «Слежка»                | 15 февраля 2012                    | 17 сентября 2012  |
| 117 | «Размышления»           | 16 февраля 2012                    | 18 сентября 2012  |
| 118 | «Дом марионеток»        | 16 февраля 2012                    | 19 сентября 2012  |
| 119 | «Знаки зодиака»         | 17 февраля 2012                    | 20 сентября 2012  |
| 120 | «Расчёт»                | 17 февраля 2012                    | 21 сентября 2012  |
| 121 | «Торг»                  | 21 февраля 2012                    | 24 сентября 2012  |
| 122 | «Магия»                 | 21 февраля 2012                    | 25 сентября 2012  |
| 123 | «Уловка»                | 22 февраля 2012                    | 26 сентября 2012  |
| 124 | «Шёпот»                 | 22 февраля 2012                    | 27 сентября 2012  |
| 125 | «Двуличие»              | 23 февраля 2012                    | 28 сентября 2012  |
| 126 | «Охота»                 | 23 февраля 2012                    | 1 октября 2012    |
| 127 | «Дом коллекций»         | 24 февраля 2012                    | 2 октября 2012    |
| 128 | «Ложь»                  | 24 февраля 2012                    | 3 октября 2012    |
| 129 | «Саботаж»               | 27 февраля 2012                    | 4 октября 2012    |
| 130 | «Девять жизней»         | 27 февраля 2012                    | 5 октября 2012    |
| 131 | «Дом подделок»          | 28 февраля 2012                    | 8 октября 2012    |
| 132 | «Угон»                  | 28 февраля 2012                    | 9 октября 2012    |
| 133 | «Холод»                 | 29 февраля 2012                    | 10 октября 2012   |
| 134 | «Время уходит»          | 29 февраля 2012                    | 11 октября 2012   |
| 135 | «В поисках отражателей» | 1 марта 2012                       | 12 октября 2012   |
| 136 | «Дом иллюзий»           | 1 марта 2012                       | 15 октября 2012   |
| 137 | «Дом снов»              | 2 марта 2012                       | 16 октября 2012   |
| 138 | «Подводные камни»       | 2 марта 2012                       | 17 октября 2012   |
| 139 | «Фантом»                | 5 марта 2012                       | 18 октября 2012   |
| 140 | «Месть»                 | 5 марта 2012                       | 19 октября 2012   |
| 141 | «Стратегия»             | 6 марта 2012                       | 22 октября 2012   |
| 142 | «Дом памяти»            | 6 марта 2012                       | 23 октября 2012   |
| 143 | «Претенденты»           | 7 марта 2012                       | 24 октября 2012   |
| 144 | «Проблема»              | 7 марта 2012                       | 25 октября 2012   |
| 145 | «Дом ловушек»           | 8 марта 2012                       | 26 октября 2012   |
| 146 | «Ставка»                | 8 марта 2012                       | 29 октября 2012   |
| 147 | «Миссия»                | 9 марта 2012                       | 30 октября 2012   |
| 148 | «Пленники»              | 9 марта 2012                       | 31 октября 2012   |
| 149 | «Выбор»                 | 9 марта 2012                       | 1 ноября 2012     |
| 150 | «Свобода»               | 9 марта 2012                       | 2 ноября 2012     |
| Санхара вселяется в Нину. Благодаря Эдди, смерть Нины удаётся предотвратить, но страдает Джой. Руфус попадает в преисподнюю. С помощью золотых слёз Джой удаётся оживить. Нина отдаёт Виктору кольцо, которое захотел отдать ему его отец. Во время вечеринки в честь окончания учебного года Нина и Фабиан снова становятся парой. Виктор находит в кольце золото слёз - последний элемент эликсира... |                         |                                    |                   |

## 3 сезон — Пробуждение
- Наталия Рамос не снималась в 3 сезоне.
- Бобби Локвуд не снимается в 3 сезоне.
- В этом сезоне будет 40 эпизодов.
- В этом сезоне будет две новые героини — Уиллоу Дженкс и КТ Раш.

### Фильм
14 июня 2013 в Англии и США был показан фильм «Пробирный Камень Ра», являющийся завершением третьего сезона.

### Серии
| Номер серии | Название серии   | Дата выхода в США и Великобритания | Дата выхода в России | Краткое содержание |
| ----------- | ---------------- | ---------------------------------- | -------------------- | --- |
| 151         | Прибытие         | 3 января 2013                      | 13 апреля 2013       | Все возвращаются в Обитель Анубиса, кроме Нины. Фабиан удивлён тем, что её ещё нет. Эдди в это время видит сон про одну девочку и её больного дедушку. Он передаёт ей ключ. После этого в комнату заходит Фабиан и спрашивает, что с ним. Эдди отвечает: «Ничего». Фабиан вытаскивает Эдди из комнаты и приводит в гостиную в то время, когда приходит Мистер Свит и сообщает, что Нина не будет учиться в этом году. Все удивлены. Мара узнаёт, что в Обители будет учиться новенькая — Уиллоу Дженкс, и они спорят с ней, кто останется в комнате Нины, если она не вернётся. Патрисия рассказывает, что они с Эдди расстались. Он выходит в коридор, сталкивается с кем-то, видит девочку из видения и удивляется. Она представилась и сказала, что с завтрашнего дня будет жить в их обители. Утром Эмбер просыпается и радостно кричит, что сегодня у неё день рождения. Джером уносит всю почту к себе в комнату (там подарки для Эмбер), прибегает Эмбер и спрашивает, был ли это почтальон? Мара говорит, что он пришёл без почты. В школе Эмбер расстраивается, что у неё не будет сегодня праздника. Фабиан пытается получить от Нины ответ. В класс приходит новая учительница Мисс Денби, она предлагает сделать первый проект — родословные деревья. Фабиан спрашивает у КТ про Нину. Нина ответила Фабиану и написала, что объяснила всё в письме, Фабиан спрашивает: «В каком письме?» Нина отвечает: «Спроси Эдди». Эдди просит КТ написать парню письмо, чтобы расстаться с ним. (Он потерял письмо и хочет сделать поддельное). В дом Мисс Денби несут какой-то тяжёлый ящик. КТ достаёт ключ, как в видении и фото своего дедушки; Эдди замечает её с ключом. В доме Мисс Денби она снимает тряпку с ящика, и в нём находится какой-то мёртвый (или спящий) человек. |
| 152         | Подарки          | 3 января 2013                      | 14 апреля 2013       | Эдди хочет сказать КТ, почему она действительно здесь, но их прогоняет в школу Виктор. Он расстроен, что посылка, которую он ждёт, пропала без вести. Эдди вместе со своим отцом идёт обедать. Джой и Мара делают плакат для дня рождения Эмбер. Алфи, по совету Джерома, дарит Эмбер зубную нить со вкусом бекона. Джером вынуждает Фабиана поискать письмо от Нины в сумке Эдди, и он находит подделку. Эдди рассказывает своему отцу про семейное дерево, и почему-то он оказался против. Фабиан догадывается, что письмо подделка, думает, что Свит и Виктор замешаны в этом, и просит Патрисию прикрыть его, пока он будет искать улики в кабинете Виктора. Мистер Свит приказывает Мисс Денби закрыть проект. Патрисия находит в тумбочке Эдди медальон Нины, копается в его ноутбуке и находит переписку Нины и Эдди, думая, что у них летом был роман. Уиллоу дарит Эмбер платок из шёлка слюны шелкопряда и начинает рассказывать о том, что хочет переехать к ней в комнату. Но приходит Мара, и они спорят, кто останется с Эмбер в её комнате. Труди говорит, что Мара будет жить с Эмбер, а КТ поселится в комнате Джой и Патрисии. КТ, Мара и Эмбер идут на первый этаж, и все поздравляют Эмбер с днём рождения. КТ идёт в открытый проход в подвал, но её замечает Виктор и прогоняет. Алфи дарит Эмбер браслет. Виктор на улице ждёт того, кто называет себя Искателем, затем приходит Свит. Виктор сначала хотел прогнать его, но догадался что Свит — Искатель. Фабиан и Эдди наконец разговаривают наедине, и Эдди рассказывает Фабиану, что он потерял письмо. Через некоторое время они находят письмо в ботинке Эдди. Он выходит из комнаты, видит что КТ держит свой ключ, отбирает его у неё, и у него появляется ещё одно видение. |
| 153         | Истина           | 10 января 2013                     | 20 апреля 2013       | Эдди видит жуткое видение, он падает на лестницу от страха, и КТ спрашивает, что с ним произошло. Фабиан, Патрисия и Джой беседуют о Нине. Джером спрашивает у Алфи, кто та девушка, которая была у них весь вечер. Алфи говорит Джерому что это Уиллоу Дженкс, которая была влюблена в него 2 года назад. Джером удивляется, что она так изменилась. Виктор и Свит ждут того, кто называет себя Хранителем. Приходит мисс Денби, и они думают, что она заблудилась, но догадываются что она — Хранитель. Алфи рассказывает Джерому о том, что браслет, который он подарил Эмбер, принадлежит Виктору. (Браслет является посылкой, которую Виктор ждал). В коробке от посылки Алфи находит записку «Хранителю, Искателю и Помощнику». Фабиан приходит к Эмбер в комнату и просит прочитать ему письмо Нины. Она читает ему письмо, и он понимает, что Нина не вернётся, так как она узнала, что Осириан и Избранная должны держатся далеко друг от друга и из-за того, что её бабушка опять заболела. КТ рассказывает Эдди, почему она приехала в обитель Анубиса. Алфи находит информацию, что браслет принадлежит Анубису. Ещё он находит какую то зашифрованную записку. Утром Алфи даёт Фабиану записку с именами Хранитель, Искатель и Помощник. По телефону Эмбер Алфи говорит со школой моды и скрывает от Эмбер то, что они предлагают ей место. Патрисия обливает КТ соком, КТ делает то же самое. Алфи рассказывает Эмбер, что её браслет принадлежит Виктору. Виктор интересуется у Труди, прибыла ли почта. Эдди и КТ пытаются открыть ключом КТ кабинет Виктора, он говорит что уже 10 часов, и ключ застревает в двери. Виктор идёт наверх. Он конфискует ключ КТ. Алфи ищет такой же браслет, как у Эмбер, чтобы подменить его, но Труди говорит, что прибыла, но ничего для Виктора нет. Он идёт к Эмбер и заходит в комнату. |
| 154         | Иероглифы        | 10 января 2013                     | 21 апреля 2013       | Эмбер снимает браслет. Виктор заходит в комнату. Эмбер говорит, что среди подарков прибыл хлам, и Виктор уходит. Придя на первый этаж, он просит Труди принести весь вчерашний мусор. Эдди и КТ собираются взять ключ из офиса Виктора, но он появляется, и они уходят. В школе Алфи и Эмбер пытаются заставить Фабиана разгадать записку с надписью «Хранителю, Искателю и Помощнику». У Мары и Джерома в школе свидание. Виктор не находит посылку в мусоре и звонит Свиту. Эмбер ищет свой телефон (его забрал Алфи, чтобы она не видела сообщений от школы моды). Фабиан расшифровал часть записки и прочитал «Чёрное солнце». Виктор приказывает, чтобы все резиденты обители Анубиса собрались в коридоре школы. Он допрашивает присутствующих о своей посылке, и Эдди говорит, что посылка у него. Виктор заставляет Эдди принести её, а потом обсудить наказание в его офисе. Эдди бежит в офис Виктора и ищет ключ. Приходит Виктор, но Эдди закрывает дверь на защёлку. Он находит ключ, открывает дверь, потом Виктор требует посылку. Но приходит КТ и даёт Виктору коробку. Виктор говорит, что не будет исключать Эдди из школы, потому что уважает его отца. Джой сообщает, что у неё пропало родословное дерево. У Свита, Виктора и Хариет (мисс Денби) совещание. Виктор подозревает Мару в краже браслета. Джой спрашивает у КТ, забирала ли она родословное дерево, а она отвечает, что оставила его на стуле. КТ идёт в кабинет истории. Эдди следует за ней. Они не находят родословного дерева, но видят сумку мисс Денби, роются в ней и находят что-то странное (или возможно страшное). |
| 155         | Откровение       | 17 января 2013                     | 27 апреля 2013       | КТ и Эдди находят в сумке мисс Денби такой же ключ, как и у КТ (только с другим рисунком). Приходит мисс Денби и спрашивает: «Что вы делаете?» Эдди отвечает, что он забыл сдать домашнее задание и хотел положить его в её сумку. Джой находит своё родословное дерево в тетради, а на свитке находит постоянно повторяющийся символ (как на ключе КТ). Эдди и КТ следят за Денби. Мара, Джой и Патрисия придумывают клуб «Сёстры Анубиса». После того, как Денби уходит из дома, Эдди и КТ вводят код и пробираются внутрь. Алфи опять мешает свиданию Мары и Джерома, Мара кричит на Алфи, но потом извиняется. Фабиан догадывается, что порядок символов надо расставлять с помощью созвездий. Виктор приходит к Маре и угрожает ей исключением из школы, если она не признается, (но он не сказал ей в чём). Мара призналась, что сделала уроки за Алфи, и Виктор уходит. Алфи спрашивает у Джерома, как ему быть: сказать Эмбер про школу моды или нет. Джером говорит «нет», Алфи отдаёт Эмбер зарядку от телефона и говорит про школу моды. Фабиан расшифровывает свиток и читает: «Когда тёмный сын родится в английском небе, и дети детей проспят весь день, обратите цикл огня к спящему человеку, и тогда тёмный сын египетский вновь воспрянет». Эдди и КТ находят секретный проход за органом, который открывается ключами КТ и мисс Денби. Приходит мисс Денби, КТ открывает дверь своим ключом. Они заходят в комнату и там видят скафандр с человеком. |
| 156         | Вопрос           | 17 января 2013                     | 28 апреля 2013       | КТ и Эдди прячутся в саркофагах. В комнате Эмбер собрание Сибуны. В кабинете Свита Виктор заявляет, что Труди врала, и посылка у неё. КТ пытается убедить Патрисию в том, что у неё и Эдди ничего нет. Эдди со своим отцом ужинает в его кабинете. Виктор назначает Труди свидание, (чтобы получить посылку). Патрисия роется в вещах КТ, находит её ключ и несёт его Фабиану. Когда она его принесла, они стали думать, что КТ работает на Виктора. Утром Фабиан просит Эдди не рассказывать КТ про Сибуну и перестать называть себя Осирианом. В школе мисс Денби рассказывает ученикам про новый предмет — бизнес занятия. Мисс Денби говорит, что первой по этому предмету может быть еда. Эмбер узнаёт, что её папа приедет и будет решать, какая еда будет лучшей. Мара придумывает закуску под названием фрувощи (смесь фруктов и овощей). Джером говорит Маре, что будет против неё, и кто проиграет, тот заплатит за следующее свидание. Виктор готовит всё для свидания с Труди. Приходит Труди. Патрисия спрашивает у Фабиана, с кем ей работать, если Фабиан работает с Джой. Фабиан отвечает, чтобы Патрисия работала с КТ; (это поможет им больше узнать о ключе). Алфи и Фабиан подслушивают свидание Труди и Виктора, но Виктор замечает под дверью их тени и открывает дверь. |
| 157         | Пи               | 24 января 2013                     | 4 мая 2013           | Виктор видит Фабиана и Алфи. Они говорят, что слышали о том, что у Виктора и Труди свидание и они в честь этого сочинили серенаду. Патрисия предлагает КТ работать вместе. В школе Эмбер спрашивает у Фабиана и Алфи про то, что происходит, и они всё ей объясняют. Эдди и КТ спрашивают у мисс Денби, где она работала до того, как стала работать в обители Анубиса. Она отвечает, что работала в школе на острове Уайт. Фабиан догадывается, что в свитке не символ Пи, а что это так изображён дом (он думает, что это сторожка мисс Денби). КТ и Патрисия делают печенье с предсказаниями, но потом передумывают, потому что такое печенье уже существует. Они выкидывают предсказания (потом это станет очень значительно)и придумывают сделать печенье с секретами обо всех в школе (не правдивые). Виктор идёт на встречу с мисс Денби и Свитом. Эдди и КТ идут за ним, и Эдди, после того как видит там своего отца, разочаровывается в нём. В школе Джой предложила Фабиану встречаться, но он отказал ей, и она расстроилась. Джером делает для проекта обычные хот-доги, используя Алфи как спонсора-собаку. Эдди спрашивает Патрисию, знала ли она о том, что его отец был в каком-то секретном обществе. Свит звонит Виктору и говорит, что им нужно срочно встретиться. Патрисия, Алфи, Фабиан и Эмбер идут в сторожку мисс Денби и заходят через тайный проход в подвал. Они делают проверку сторожки, но приходят Виктор, мисс Денби и Свит. Все быстро уходят через подвал, но Эмбер не успевает спуститься вниз (она проверяла наверху), и бежит дальше. Она прячется под столом за стулом и, когда они заходят в тайную комнату с человеком в ящике, тоже заходит туда и прячется, чтобы её не заметили. |
| 158         | Недоверие        | 24 января 2013                     | 5 мая 2013           | В комнате с человеком в ящике Свит говорит, что они его пробудят. Фабиан, Алфи и Патрисия замечают, что Эмбер нет, но думают, что она уже в обители, и отправляются обратно. Виктор, Свит и Хариет выходят из комнаты, но закрывают там Эмбер. Джером пытается сделать соус для хот-догов. Патрисия спрашивает Джой, что с ней произошло. Эмбер продолжает сидеть в комнате с человеком в ящике. Эдди пытается найти доказательства того, что мисс Денби была учителем на острове Уайт. КТ случайно подслушивает разговор Фабиана, Алфи и Патрисии и слышит, что они говорят о том, что Эмбер в сторожке. Фабиан, Алфи и Патрисия задерживают Виктора, сказав ему, что там у них крыса. Эдди рассказывает КТ о том, что на острове Уайт только 4 школы, он позвонил во все, но там не слышали о мисс Денби. Утром Патрисия, Алфи и Фабиан проверяют, нет ли Эмбер в кровати. Их замечает Виктор и спрашивает, что они делают у женских комнат, даже не позавтракав. Они отвечают, что проверяют бизнес-проекты. Затем они приходят к мисс Денби и спрашивают, не видела ли она Эмбер. Уиллоу рассказывает Фабиану, что видела, как Джой предложила ему встречаться, а он ей отказал. Ещё она сказала, что если кто-то отдал ему своё сердце, то надо стараться не уронить его. Джой говорит Фабиану, что в этом году она очень занята. Эдди обыскивает кабинет своего отца. Мистер Свит представляет мисс Денби отца Эмбер. Патрисия сообщает, что Эмбер заболела. Джером придумывает хитрый план, чтобы Мара проиграла. Джером съедает все маффины Мары, и у него появляется слабительный эффект. Алфи, Фабиан и Патрисия ищут Эмбер в сторожке, но приходит мисс Денби, и они сбегают. Мисс Денби идёт в комнату с человеком в ящике. |
| 159         | Обман            | 31 января 2013                     | 11 мая 2013          | Мисс Денби замечает Эмбер, которая падает, изображая потерю сознания. Эдди и КТ находят в ноутбуке мисс Денби информацию о ней, но с другим фото. Мисс Денби спрашивает у Эмбер, как она попала в комнату и что она здесь делает. Эмбер притворяется, будто ничего не помнит. Приходит Виктор. Мисс Денби звонит мистеру Свиту и говорит, что Эмбер у неё в сторожке. Он рассказывает об этом отцу Эмбер, и тот говорит, что пойдёт вместе с ним. Уиллоу извиняется перед Джеромом за то, что продала ему все маффины. В сторожке Виктор угрожает Эмбер исключением её друзей из школы, если она не отдаст ему браслет. Эмбер говорит, что ходила во сне. Отец Эмбер начал пробовать еду и интересуется у Джерома, что делает его хот-доги особенными. Тот отвечает что это Альфидо (имя спонсора Алфи-собаки), игрушки от Альфидо, духи от Альфидо и будущее кино про Альфидо. Уиллоу наряжается в платье. Алфи показывает платье Эмбер на Уиллоу. Виктор заставил Эмбер отдать посылку ему, что она и сделала. Отец Эмбер объявляет победителя и это… Джой и Фабиан, Эмбер будет учиться в школе моды. Мистер Свит попросил у КТ фото победителя. Виктор чинит кран на кухне, его зовёт мисс Денби. Эдди и КТ говорят об отце Эдди и о мисс Денби. Мистер Свит вызывает Эмбер в свой кабинет и говорит, что её отец сказал, что она будет учиться в школе моды. Алфи, Патрисия и Фабиан подслушали разговор Эмбер и Свита. |
| 160         | Единство         | 31 января 2013                     | 12 мая 2013          | Джером и Мара расстались. Виктор сообщает всем, что Эмбер покинула школу. Эдди видит ещё один сон. Джой рассказывает КТ про их клуб «Сёстры Анубиса». Ночью Алфи, КТ, Эдди, Патрисия и Фабиан получают смс-сообщения: «Встреть меня в школе сейчас». Джером извиняется перед Марой. Фабиан, Алфи и Патрисия идут в школу и ждут того, кто написал эти сообщения. Появляются Эдди и КТ. Но потом появляется Эмбер и рассказывает, что это тот браслет, который она позаимствовала у Патрисии, а инструкции — это предсказания из проекта КТ. Виктор достаёт браслет из коробки и верит в то, что это правильный браслет. В школе (ещё ночью) Эмбер говорит, что они должны воссоздать Сибуну и для этого выбирают Эдди лидером (так как он Осириан). Члены клуба «Сёстры Анубиса» надевают вещи Эмбер. Виктор и Свит думают, что предсказания являются загадками для нахождения инструкций. У клуба «Сибуна» совещание на чердаке. Патрисия и Алфи отвлекают мисс Денби, а остальные идут в комнату с человеком в ящике. Когда КТ открывает дверь, Фабиан говорит: «Так вот для чего он». КТ говорит, что она ему раньше не показывала ключа, а он отвечает, что имел в виду, что у неё есть ключ к этой двери. Когда они заходят, КТ спрашивает Фабиана ещё раз, и он отвечает, что Патрисия взяла его, и что она работает на Виктора. КТ толкает Фабиана, человек в ящике падает, но Эдди его держит. |
| 161         | Западня          | 7 февраля 2013                     | 18 мая 2013          | Фабиан и Эдди ставят человека в ящике обратно. Фабиан говорит, что видел уже этого человека. Патрисия сообщает мисс Денби, что Алфи не сможет дойти до обители и нужно помочь ему добраться до неё. Фабиан рассказывает остальным, что предположительно человек в ящике это Роберт Фробишер-Смайт. Но никто не верит в это, потому что он умер. Уиллоу приходит на завтрак в чёрной одежде и говорит, что раз Эмбер уехала, она решила надеть что-то чёрное и безжизненное. Эдди подслушивает разговор Свита, мисс Денби и Виктора. Мисс Денби открывает дверь и спрашивает: «Подслушивал, Эдди?» Свит говорит: «В школе, так рано, Эддисон?» Но мисс Денби говорит ему, что его отец не сможет всегда его защищать. В школе Джой показывается в образе Эмбер. Эдди общается со своим отцом, и тот говорит, что не увидел на сайте ничего странного (мисс Денби изменила фото). Уиллоу отвлекает Свита для Джерома. КТ рассказывает всем правду о том, почему она здесь. Фабиан, КТ, Патрисия и Эдди идут в комнату с человеком в ящике (возможно Р. Ф. С.), чтобы сфотографировать его, но стекло очень грязное, а грязь внутри. Они снимают стекло. После того, как они его сняли, всё вокруг стало шуметь и выпускать молнии. Когда они вернули стекло на место, всё это закончилось. После этого все точно убеждаются, что в ящике Роберт Фробишер-Смайт. Они думают, что ответы в книгах Фробишера. Джером делает извинительную презентацию для Мары. Свит злится на Уиллоу и Джерома после того, что они сделали. Эдди дарит Алфи Water Wowza 3000 (Стрелятель воды) и говорит, что главная слабость зомби это громкий звук. Патрисия, Эдди, Фабиан и КТ идут в кабинет Фробишера (в подвале), ищут там книги, в которых могут быть ответы. Но приходят Виктор, Свит и Хариет (Денби). Эдди шёпотом говорит в проход «Алфи», и тот кричит и выходит из комнаты, думая, что это зомби. Приходят Денби, Свит и Виктор, и пока они там, члены клуба «Сибуна» сбегают из подвала. Эдди замечает сумку мисс Денби, берёт её, но не успевает убежать и прячется за стеллажом книг. Там на него светит ловушка. |
| 162         | Сёстры           | 7 февраля 2013                     | 19 мая 2013          | Эдди использует увеличительное стекло как отражатель, и луч отлетает в сторону. Виктор находит рецепт эликсира жизни. Эдди находит ещё одно место, где нужен ключ КТ. Виктор, Свит и Хариет думают о том, как им разгадать загадку «Кто желает петь, тот и песню найдёт». КТ, Фабиан, Патрисия и Эдди находят в сумке мисс Денби документ, в котором написано, что она просроченный резидент клиники Лэйк Хаус (больница для умственно отсталых). Эдди сообщает, что медсестра из клиники Лэйк Хаус сказала ему, что мисс Денби у них в больнице. Джером и Уиллоу вместе перебирают маскарадные костюмы (это наказание от Свита). Эдди, КТ, Фабиан и Патрисия отправляются в клинику Лэйк Хаус, чтобы посмотреть на мисс Денби, которая там лежит. Патрисия берёт сумку мисс Денби, которая лежала на траве, но мисс Денби замечает её и спрашивает, что она делает. Патрисия и Мисс Денби пьют чай в её сторожке. Эдди, КТ и Фабиан приходят в клинику и там мисс Денби рассказывает КТ, что она правнучка Роберта Фробишер-Смайта. Джой появляется в своём новом обличии. Джером начал обращать внимание на Уиллоу. Мисс Денби рассказывает, что та мисс Денби, которая работает в их школе, является не Хариет Денби, а Кэролайн Денби, и что они сёстры. Патрисия пишет Эдди сообщение, что Денби у них на хвосте. Фабиан и КТ уходят, а Эдди пытается вынудить Хариет уйти вместе с ним. Но приходит мисс Денби (Кэролайн) и говорит, что хочет увидеть свою сестру. |
| 163         | Гробницы         | 25 февраля 2013 (TeenNick)[        | 25 мая 2013          | Эдди прячется под кроватью, а Хариет притворяется, что спит. После того, как Кэролайн поискала в шкафу (она догадалась, что кто-то здесь есть), она хотела посмотреть под кроватью, но Хариет закричала, и Кэролайн попросили уйти. Эдди старается тихо прийти обратно, но его замечает Виктор, и Эдди идёт к остальным. Виктор говорит всем, что студентам запрещено покидать территорию обители Анубиса, и мисс Денби сказала Эдди, что будет следить за ним ещё усерднее. КТ и Фабиан ищут доказательства того, что КТ правнучка Роберта Фробишер-Смайта. Они находят его свидетельство о браке и узнают, что он был женат дважды, и от первого брака у него был сын, рождённый в один день с дедушкой КТ. КТ рассказывает остальным, что она правнучка Роберта Ф-С. Виктор вызывает Кэролайн в свой кабинет. После этого члены «Сибуны» собираются открыть ключом КТ проход в подвале. Алфи говорит, что он не пойдёт туда. Уиллоу пытается сделать Джой что-то приятное. Эдди показывает остальным способ прохождения ловушки со вспышкой. Виктор, Кэролайн и Свит учат слова для церемонии: «Imme ib nefersedjmeck, ratatay». Эдди, Фабиан, Патрисия и КТ попадают в проход и оказываются в гробнице Фробишера, но проход закрывается. Алфи идёт к своим друзьям, не зная, что они в ловушке. Он доходит до них, КТ передаёт ему свой ключ, и он открывает проход. Они ставят палку, чтобы дверь не закрылась опять. Кэролайн говорит Виктору, что придётся найти Роберту Ф-С замену (они хотят сначала потренироваться), и она хочет использовать Корбьера. Эдди подслушивает разговор Свита и Кэролайн и узнаёт, что они собираются скоро провести церемонию. Эдди рассказывает остальным, что команда зла (Свит, Кэролайн и Виктор) собирается провести церемонию. А Фабиан и КТ рассказывают, что расшифровали символы и слова для церемонии: chessie em hotep. rise in peace. Им нужна Хариет для проведения церемонии. В школе, пока Джером и Уиллоу перебирают костюмы, выключают свет. Уиллоу находит магнитофон, и после этого Джером и Уиллоу целуются. Джером рассказывает Алфи про то, что у него было в школе с Уиллоу. После того, как он рассказал это Алфи, у него появляется хитрый план — встречаться сразу с обеими: Уиллоу и Марой. Эдди, Фабиан и КТ приходят за Хариет, но её в больнице нет. Кэролайн, Свит и Виктор начинают тренировку на Корбьере, и, когда Виктор собирается надеть на него браслет, Кэролайн замечает на нём надпись: Made in China (сделано в Китае). |
| 164         | Контрабанда      | 26 февраля 2013 (TeenNick)         | 26 мая 2013          | Человек из персонала рассказывает КТ, Фабиану и Эдди, что Хариет уехала с членом семьи и просила передать им записку, в которой она написала, что они могут провести церемонию. Мистер Свит спрашивает у Джой, как у неё с планами для дня открытых дверей. Эдди, Фабиан, КТ и Патрисия обсуждают, как им провести церемонию. Виктор, Кэролайн и Свит находят на фото Патрисии такой же браслет, как и тот, что подсунули им. Фабиан думает, что он не правильно расшифровал символы, и что должна быть рифма. Виктор обыскивает все комнаты, чтобы найти браслет. Мара собирается петь песню на день открытых дверей, а Уиллоу — читать стихи с именем Джерома. Эдди собирается спрятать браслет в школе, но его замечает Свит и хочет проверить, что это. Эдди говорит, что это подарок на его день рождения. Эдди приходит обратно в обитель и рассказывает КТ, Патрисии и Фабиану, что он не смог спрятать браслет. Виктор приказывает всем вывернуть свои карманы, но приходит Труди и говорит Виктору, что у него есть обязанность, которую он должен выполнить. Эдди, КТ и Фабиан собираются провести церемонию. В комнате с Робертом Ф-С. Фабиан говорит, что перевод неправильный, и должно быть: «Когда тёмное солнце родится в английском небе, и дети детей проспят весь день, Мародёр найдёт спящего человека, и тогда тёмный сын египетский вновь восстанет». Они догадываются, что нужно проводить церемонию ночью. Им нужно перетащить Роберта в гробницу, и Алфи находит лифт, чтобы спустить Роберта на первый этаж. Когда они пошли рядом со школой, Патрисия написала Эдди, что Кэролайн и Виктор через минуту выйдут на улицу, и им нужно торопиться. Но приходит Труди и хочет узнать, что под тряпкой. |
| 165         | Ожидание         | 27 февраля 2013 (TeenNick)         | 1 июня 2013          | Фабиан говорит Труди, что под тряпкой фокус Алфи для дня открытых дверей. Джой приглашает на сцену Мару. Труди говорит, что хочет помочь им отнести этот фокус в школу, но Фабиан притворяется, что сильно ударил руку, и Труди уходит за помощью. Мара поёт песню, но Джером портит звук микрофона, и она не допевает свою песню. После песни Мары, Уиллоу читает свои стихи, но когда подходит момент имени Джерома, он приходит и показывает своих животных из шариков. Труди рассказывает Кэролайн про руку Фабиана, и Патрисия их останавливает. Кэролайн уходит в сторожку за аптечкой. Члены клуба «Сибуна» довозят Роберта до входа в гробницу. Мара спрашивает у Джерома, какая часть песни понравилась ему больше всего. Он отвечает: «Самое лучшее — это то, что она написана тобой». Уиллоу рассказывает Джой, что будет жить в обители Анубиса. Уиллоу спрашивает у Джерома, какая часть её стиха была лучшей (это же спросила Мара). Джером отвечает: «Больше всего мне понравился тот факт, что его написала ты». Когда в сторожке Кэролайн замечает, что лифт находится на первом этаже (до этого он был наверху), она приезжает наверх и видит, что Роберт пропал. Эдди, КТ, Фабиан и Алфи завозят Роберта внутрь гробницы. Кэролайн рассказывает про исчезновение Роберта Свиту и Виктору. В гробницу кто-то приходит. Это оказывается Патрисия. Свит собирается проверить факт присутствия учеников. Алфи и Патрисия уходят в школу, чтобы прикрывать остальных. КТ предполагает, что Роберт их слышит. Виктор спрашивает у Патрисии, где Эдди, КТ и Фабиан. Патрисия отвечает, что они повезли Фабиана в больницу, так как он поранил руку. Свит закончил празднование дня открытых дверей. Мара узнаёт, что Уиллоу будет жить с ней в комнате. Кэролайн, Свит и Виктор ищут Роберта в школе и Кэролайн обвиняет Свита и Виктора, что это они украли его. Кэролайн замечает как Алфи и Патрисия куда-то идут (они идут в гробницу). Тем временем Эдди, КТ и Фабиан начинают проводить церемонию. |
| 166         | Закрытые звонки  | 28 февраля 2013 (TeenNick)         | 2 июня 2013          | Эдди, Фабиану и КТ не удаётся провести церемонию. Кэролайн рассказывает Виктору и Свиту, что видела, как Алфи и Патрисия шли в гробницу. Они пытаются пробить дверь, но им не удаётся. Фабиан, КТ и Эдди пытаются выбраться из гробницы. Алфи и Патрисия следят за Виктором, Кэролайн и Свитом. Уиллоу не может работать на своей страничке. Патрисия устраивает пожарную тревогу. Виктор идёт за Корбьером, который возможно сгорел. Все в панике. Джером уходит, Патрисия и Алфи идут за ним, но их ловит мисс Денби. У Патрисии выпадает ключ КТ, и Виктор его забирает (как в третьей серии). КТ, Эдди и Фабиан ищут выход наружу. Джой рассказывает Патрисии, что она знает о том, что они воссоздали Сибуну. Виктор, Свит и Кэролайн собираются выяснить, кто включил тревогу. Ночью Патрисия собиралась сбежать и помочь КТ, Эдди и Фабиану выбраться, но Виктор сидел на страже, и Патрисия хотела, пока Виктора нет в кабинете, забрать ключ КТ. Виктор слышит скрип двери, и Патрисия прячется в его кабинете. |
| 167         | Энергия          | 4 марта 2013 (TeenNick)            | 8 июня 2013          | Алфи роняет саркофаг, и Виктор идёт вниз. Тем временем Патрисия ищет ключ. Кэролайн догадывается, что это одинаковые ключи. Мара и Уиллоу сближаются. Уиллоу узнаёт что Эмбер Милингтон, с которой она стала дружить, это другая Эмбер Милингтон, которой 87 лет. Джером думает, как ему быть. Виктор и Кэролайн с помощью ключей догадываются, что нужно проводить церемонию во время затмения. Джером пытается использовать Патрисию, но та говорит ему, что сделает это, если Джером выкрадет у Виктора ключ. Кэролайн ищет замок, которым откроет гробницу. Она находит замок и открывает дверь. Эдди, Фабиан и КТ прячутся. Кэролайн увозит Роберта из гробницы. Алфи спасает КТ, Эдди и Фабиана. Мара делает математику за Джерома. Эдди, КТ, Фабиан, Патрисия и Алфи. Джером шантажирует Патрисию. Виктор и Кэролайн рассказывают Свиту о том, что церемонию надо проводить во время затмения. Патрисия вынуждает Уиллоу переехать. Виктор учит слова для церемонии. Он говорит Свиту и Кэролайн, что он не позволит помешать ему в проведении церемонии. |
| 168         | Настройка        | 5 марта 2013 (TeenNick)            | 9 июня 2013          | Члены клуба «Сибуна» обсуждают предстоящее затмение. Виктор ищет в шкафчиках браслет. Джером спрашивает у Патрисии, живут ли Уиллоу и Мара вместе. Уиллоу рассказывает Маре, что переедет в другую комнату. Джером и Алфи говорят о проблеме Джерома, и он начинает думать, что Алфи запал на Уиллоу. Свит рассказывает Виктору и Кэролайн про браслет. Мара замечает как Уиллоу и Джером обнимаются. Свит просит КТ принести учебники по астрономии. Она приходит и видит занавес. Эдди получает от неё сообщение, в котором написано «Помоги». Эдди говорит Свиту, что забыл пособие в шкафчике. Свит заставляет его снять пиджак. Когда Эдди приходит в комнату отдыха, он заходит за занавес и видит там мисс Денби и КТ. Она рассказывает Эдди о том, что произошло. Когда они возвращаются, Свит отдаёт Эдди пиджак. Мара рассказывает Алфи о том, что Уиллоу на него запала (Джером соврал Маре про Уиллоу). Эдди говорит КТ, что она должна уехать, так как она единственное, чего не хватает для церемонии. КТ и Труди вынуждают Свита отпустить КТ домой. Мисс Денби говорит Джерому и Джой, что если они провалят хоть один экзамен, то они лишатся стипендии (им придётся уехать). Эдди, КТ, Фабиан и Алфи думают, почему Свит разрешил КТ уехать. Свит говорит Алфи и Патрисии, что он должен отвезти их на дополнительные занятия. Эдди обыскивает кабинет Свита. Он приходит в свою комнату и рассказывает КТ и Фабиану, что потомки — это Джой, Алфи, Патрисия и Джером. Они заходят в сторожку мисс Денби. |
| 169         | История          | 6 марта 2013 (TeenNick)            | 15 июня 2013         | Свит, Кэролайн и Виктор рассказывают Алфи, Джерому, Патрисии и Джой, что они центральная часть праздника. Эдди, КТ и Фабиан думают, как им быть с церемонией, ведь дверь в подвал закрыта, а в двери изменился код (см. 5 серию). Алфи и Патрисия думают, что им делать. Эдди, КТ и Фабиан ищут ответы в кабинете Фробишера и находят старую кассету для фильмов. Мисс Денби привозит на лифте того, кого они будут будить. Джером спрашивает у Алфи, кого ему бросить: Мару или Уиллоу. КТ, Эдди и Фабиан смотрят запись, и на ней предки Алфи, Джерома, Патрисии и Джой оскверняют гробницу, Фробишер берёт вину на себя, и его проклинают. Джой смотрит в ноутбук Джерома и видит там «Мара против Уиллоу». Эдди, КТ и Фабиан придумывают план, как им помешать учителям провести церемонию: украсть их. Патрисия ищет в сумке мисс Денби свой телефон и там читает сообщение от КТ, что они четверо — потомки. Эдди, КТ и Фабиан готовятся украсть Свита, Виктора и Кэролайн. Алфи и Патрисия пытаются сбежать. Фабиан шпионит за Виктором. Уиллоу читает письмо от Джой. Фабиан крадёт у Виктора Корбьера. КТ стучит в дверь мисс Денби, оскорбляет её и убегает в обитель. Эдди притворяется больным. Когда КТ и Кэролайн прибегают в обитель, КТ прячется, а когда Кэролайн собиралась поискать в подвале КТ, хотела закрыть её там, но она выбежала рано, и Кэролайн заперла её. |
| 170         | Затмение         | 7 марта 2013 (TeenNick)            | 16 июня 2013         | Виктор замечает отсутствие Корбьера. Мистер Свит вызывает скорую помощь для Эдди. Все готовятся к затмению. Мисс Денби приносит костюмы для церемонии. Виктор находит Корбьера, а Фабиан закрывает их. КТ пытается выбраться из подвала. Проект Уиллоу и Мары срывается. Эдди увозят в больницу. Мара и Уиллоу говорят о своём проекте. Фабиан видит, что Виктор сбежал через вентиляцию. Эдди помогает КТ выбраться из подвала. Потомки собираются сбежать. Труди показывает проект Мары и Уиллоу. Злодеи и Потомки тренируются проводить церемонию. Джером пытается сбежать, но Виктор поворачивает лифт наверх. Мара и Уиллоу рассказывают о затмении. Злодеи и Потомки начинают проводить церемонию. Мара и Уиллоу заканчивают рассказ о затмении. Эдди, Фабиан и КТ пробираются внутрь, и, пока у всех закрыты глаза, Эдди бросает браслет в лифт, и Фабиан вызывает его. КТ не рада, что они остановили церемонию, потому что теперь Роберт никогда не проснётся. Роберт открывает глаза. |
| 171         | Пробуждение      | 11 марта 2013 (TeenNick)           | 22 июня 2013         | Эдди просыпается и видит видение про то, как он под кроватью, и приходит Фробишер. Фабиан просыпается от его криков, и Эдди говорит ему, что Фробишер пробуждён. На завтраке Эдди рассказывает остальным про Роберта. Кэролайн собирается уйти из школы (потому что она приехала сюда, чтобы пробудить Роберта), она не знает, что он пробуждён. Джером продолжает оценивать Мару и Уиллоу. Эдди, Патрисия, Фабиан, Алфи и КТ придумывают план, как узнать, действительно ли Роберт пробуждён. Джой вынуждает Джерома рассказать Маре и Уиллоу про его двойные отношения. В сторожке Кэролайн Эдди, КТ и Фабиан проверяют состояние Роберта и видят, что он не проснулся. Мистер Свит говорит всем, что мисс Денби покинула школу. Когда Эдди, Фабиан и КТ уходят, Роберт опять открывает глаза и поворачивает головой. Алфи и Патрисия говорят мистеру Свиту, что Эдди, КТ и Фабиан помогают Труди со стиральной машиной. Приходит Кэролайн и Фабиан, Эдди и КТ прячутся в комнате за органом, Кэролайн играет на нём. Когда она уходит, Эдди, КТ и Фабиан сбегают. Кэролайн видит, что Роберта нет в ящике, и видит его вне ящика. Мистер Свит исключает «Сибуну» из школы. Роберт приказывает Кэролайн принести ему книгу с заклинаниями. Джой рассказывает Маре и Уиллоу про Джерома. Мистер Свит Рассказывает остальным про исключение Эдди, КТ, Фабиана, Патрисии и Алфи. Джой, Уиллоу, Джером и Мара рассказывают Эдди, Фабиану, Патрисии, КТ и Алфи, что они уйдут вместе с ними, если те не останутся. Все устраивают забастовку, чтобы не исключили КТ, Эдди, Фабиана, Алфи и Патрисию. Кэролайн вынуждает Свита не исключать их из школы. Все прощаются друг с другом. Виктор говорит, что они могут остаться. Фабиан видит, как Кэролайн куда-то идёт. Виктор говорит, что уже 10 часов. Роберт с помощью книги призывает тёмные силы. |
| 172         | Саркофаг         | 12 марта 2013 (TeenNick)           | 23 июня 2013         | Эдди рассказывает о своём новом видении (он видел как Роберт призывал тёмные силы). Роберт рассказывает Кэролайн про то, что ночью он вызывал пожирательницу душ: Аммит. «Сибуна» придумывают план, как узнать, что за книгу Кэролайн украла у Виктора. Джой, Мара и Уиллоу собираются отомстить Джерому. Роберт говорит Кэролайн, что нужны 5 грешников, чтобы Аммут могла попасть в этот мир. Мистер Свит извиняется перед Эдди за то, что хотел исключить его. Уиллоу сообщает Джерому, что у неё есть сюрприз для него. Алфи видит, как Кэролайн пыталась пробраться в офис… Свита. Он рассказывает остальным («Сибуне») про Кэролайн. Фабиан рассказывает, что у него есть план (позже будет известно — какой). Мара приглашает Джерома на свидание (это был их план). Фабиан пытается сделать так, чтобы Свит ушёл из кабинета. На уроке Кэролайн говорит, что пока мистера Свита нет в его кабинете, она посторожит дверь. Она заходит в его кабинет, а Патрисия следит за ней через дырку в туалете. Когда Кэролайн выходит из кабинета Свита, Патрисия её толкает и видит своё досье. Приходит мистер Свит и спрашивает, что произошло. Кэролайн приносит Роберту досье учеников. Алфи придумывает план, как точно узнать: действительно-ли Роберт жив. Он ставит камеру на кухне. КТ, Эдди и Фабиан ставят камеры в сторожке Кэролайна. Джером придумывает, что сказать Уиллоу, но она приходит и показывает Джерому свой сюрприз. Мара звонит ему. «Сибуна» проверяют камеры и слышат, как кто-то просит о помощи. Джером ходит то к Маре, то к Уиллоу. Алфи видит, что всё его бельё, которое он стирал, розовое. Он подслушивает разговор Джой, Уиллоу и Мары. «Сибуна» собираются пойти и узнать, кто в сторожке кричит. Они приходят и открывают дверь ключом. |
| 173         | Владение         | 13 марта 2013 (TeenNick)           | 29 июня 2013         | Фабиан, Эдди и Патрисия видят Хариет, слышат звук и сбегают. Эдди и Фабиан высматривают на камерах Роберта. Позже они слышат звуки из комнаты Алфи и Джерома. Когда они приходят, видят, что Алфи и Джером что-то говорят. Фабиан делает запись того, что они говорят. Приходит Фробишер, они прячутся под кроватью, а Роберта испугал Виктор. Уиллоу, Джой и Мара придумывают план мщения Джерому. Члены «Сибуны» видят Роберта, а Фабиан рассказывает про Алфи и Джерома и про приход Роберта. Мара спрашивает у Кэролайн, где миссис Бартон (это учитель рисования, её не показывали в сериале). Эдди и КТ сообщают Кэролайн, что забыли в шкафчиках свои вещи. Они бегут к Хариет, и она рассказывает, что Роберт не тот, кем был раньше, и что в их друзей вселились их предки. Роберт проверяет, чтобы в сторожке никого не было. КТ и Эдди сбегают. Алфи, Патрисия, Джером и Джой что-то рисуют, не контролируя это. Кэролайн забирает у них эти рисунки. Алфи и Патрисия пытаются скрыть от Джой и Джерома секрет про предков. Джой сообщает Джерому, что мистер Свит назначил ему музыкальное выступление. Эдди, Фабиан и КТ пытаются попасть на наказание вместе Алфи и Патрисией. Фабиан рассказывает Виктору, что Кэролайн брала его книгу из его офиса. Виктор убеждается в том, что Кэролайн брала у него книгу. КТ, Фабиан и Эдди устраивают в школе бардак, и их отправляют на наказание. Виктор рассказывает Керолайн про её кражу. Эдди догадывается, что слова Алфи и Джерома это предложение задом наперёд: «Следуй за звёздами». Эдди и Фабиан видят на камерах, как КТ находится в сторожке, и что её почти схватил Роберт. |
| 174         | Жадность         | 14 марта 2013 (TeenNick)           | 30 июня 2013         | КТ слышит, как на лифте поднимается Кэролайн. КТ убегает. Роберт ругает Кэролайн за это. Фабиан, Алфи, Патрисия и Эдди встречают КТ на улице. Роберт рассказывает Кэролайн, что КТ могла стать его 1-й грешницей. Кэролайн говорит ему, что у неё есть план, как заставить «Сибуну» поверить в то, что Фробишер действительно умер. Джером пишет свою песню. Кэролайн притворяется, будто она потеряла близкого ей человека (это её план с Робертом). Мара, Уиллоу и Джой готовятся к выступлению Джерома. КТ сообщает остальным, что пойдёт в гробницу, чтобы узнать, правда ли то, что Роберт умер. Мистер Свит вызывает Джерома на сцену. Он поёт песню «Love Kitten». Уиллоу и Мара рассказывают Джерому, что они знают про его двойные отношения. Алфи, Эдди, КТ, Фабиан и Патрисия приходят в гробницу и видят в ней мёртвого Роберта. Когда все вышли, Эдди приложил свой телефон ко рту Роберта, и на нём появился пар. КТ расстраивается и бежит в обитель. Эдди говорит, что Роберт обманул их. Он рассказывает про доказательства этого. Кэролайн сообщает Роберту, что они ушли. Патрисия просит КТ об услуге: узнать, как Эдди относится к ней. Фабиан пытается соединить символы, которые рисовали Алфи, Патрисия, Джой и Джером. Виктор приходит к Кэролайн, чтобы разобраться с проблемами, которые она навязывает ему. Он слышит звуки из комнаты с Хариет, идёт туда, открывает дверь и спрашивает: «Кто это?» КТ хитрым способом узнаёт, как Эдди относится к Патрисии. Кэролайн рассказывает Виктору, что там её сестра Хариет, а она на самом деле Кэролайн. Приходит Роберт, и Виктор удивляется. КТ и Патрисия придумывают план, как заставить Эдди ревновать. Джой, Мара и Уиллоу придумывают план мести Джерому. Виктор хочет работать с Робертом. Патрисия приглашает Джерома на свидание (это был их план). Виктор и Роберт обсуждают их дальнейший план. Сзади Виктора открывается саркофаг, и Роберт толкает Виктора в него. |
| 175         | Обман            | 18 марта 2013 (TeenNick)           | 6 июля 2013          | Роберт открывает саркофаг, и в нём остаётся душа Виктора. Когда сам Виктор выходит из саркофага, Роберт приказывает ему найти грешников. В обители Виктор отправляет Эдди в свой кабинет. Виктор ругает его, чтобы он стал следующим грешником. Уиллоу чувствует что-то странное и пугает этим Фабиана и КТ. Кэролайн спрашивает у Роберта, что внутри саркофага, если Виктор в обители. Уиллоу льёт везде кипарисовое масло. Виктор слышит, как Уиллоу что-то говорит за дверью, и Эдди в это время сбегает. КТ, Фабиан, Алфи и Патрисия спрашивают у Эдди, почему Виктор набросился на него просто так. Виктор отправляет всех в школу. Фабиан наконец соединяет рисунки и получается картинка. Эдди узнаёт, что у Патрисии свидание с Джеромом. Виктор находит и снимает камеру. Эдди и Фабиан проверяют похожесть плитки в ванной и соединённых рисунков. Джером и Патрисия проводят свидание, но она не выносит это и уходит. Алфи приглашает Уиллоу на свидание. Фабиан находит место с этой плиткой. Джой соглашается встречаться с Джеромом. Эдди открывает плитку глазом Гора, и там они находят что-то похожее на капсулу. Патрисия предлагает Эдди встретится в гостиной. Джой начинает хорошо относиться к Джерому. Виктор придумывает план, как поймать Эдди и сделать его 2-м грешником. Он крадёт чей-то телефон. Фабиан пытается придумать, как открыть капсулу. Патрисия пишет Эдди сообщение, что хочет встретиться в гробнице. Патрисия пытается позвонить Эдди. Эдди ищет Патрисию в гробнице. Он слышит, как кто-то прошёл сзади него. И его запирают. |
| 176         | Радуга           | 19 марта 2013 (TeenNick)           | 7 июля 2013          | Эдди думает, как ему выбраться. Он собирается позвонить, но телефон оказывается у Кэролайн. Патрисия рассказывает Алфи про отсутствие Эдди. Патрисия пытается позвонить Эдди. Кэролайн сбрасывает звонок Патрисии с телефона Эдди. Джой, Мара и Уиллоу думают, как им заставить Джерома влюбиться в Джой. Приходит Фабиан и спрашивает, где Эдди. КТ, Алфи и Патрисия говорят ему, что Эдди опоздал. Патрисия получает сообщение от Эдди, в котором написано: «Решил снова сходить в школу, всё пучком.» Виктор читает сообщение, которое Кэролайн написала Патрисии. Он говорит, что они займутся Эдди в полдень. Виктор говорит, что уже 22:00. Фабиан получает от Эдди сообщение, в котором он написал: «Вышел пораньше, увидимся в школе». На завтраке Джером рассказывает про соревнования, которые будут в этом году. Алфи спрашивает у Джерома, какие будут в этом году. Он отвечает «Вышибалы», и КТ радуется. Джой пытается получить доверие Джерома. Он показывает ей афишу соревнований. Кэролайн сообщает Джерому, что Эдди возьмёт на себя его обязанности по организации спортивного турнира. Джером говорит, что Мистер Свит освободил его от уроков для организации спортивного турнира. Фабиан собирается изучить капсулу. Алфи рассказывает, что у него свидание с Уиллоу. Джой говорит, как у неё продвигается с Джеромом. У Эдди появляется видение, в котором Роберт затаскивает Патрисию в саркофаг. Он начинает сильно паниковать. Фабиан пытается разгадать, что значат символы на капсуле. Он вместе с КТ что-то придумал. Джой снова пытается поладить с Джеромом. Эдди придумывает план побега. Мара рассказывает Джой, что она вторая на имущество лорда Фокса. Фабиан сообщает КТ, что Роберт имел способность сенестезии, и что она передаётся по наследству, а так как КТ его правнучка, у неё есть эта способность. Эдди разбивает стёкла на крыше гробницы и сбегает. Об этом узнаёт Виктор. Кэролайн и Виктор собираются поймать Патрисию. Алфи приходит на свидание с Уиллоу. Кэролайн приносит Свиту телефон Эдди. Эдди встречает Трепло (он так называет Патрисию). КТ пытается увидеть цвета на символах. Мара узнаёт, что она стала леди. КТ удаётся увидеть символы и открыть капсулу. |
| 177         | Враги            | 20 марта 2013 (TeenNick)           | 13 июля 2013         | Загадка приводит Сибуну к секретной комнате; Мара разочарована, узнав, что она унаследовала собаку; Денби вбивает клин между Эдди и Патрисией. |
| 178         | Сюрприз          | 21 марта 2013 (TeenNick)           | 14 июля 2013         | Виктор обнаруживает секретную комнату и устанавливает ловушку; мисс Денби продолжает вмешиваться; Джером просит Джой пойти на свидание с ним. |
| 179         | Победа           | 25 марта 2013 (TeenNick)           | 20 июля 2013         | Обитель Анубиса играет в вышибалы против Обители Изиды, и они выигрывают; Хэрриет Денби сбегает; KT находит более доступный вход в секретную комнату. |
| 180         | Совместительство | 26 марта 2013 (TeenNick)           | 21 июля 2013         | Джой имеет нечётное свидание с Джеромом; фонограф находится в тайной комнате; В конце кто-то разгромил фонограф, и на экране его глаза мигают красным цветом, как знак грешника. |
| 181         | Предательство    | 27 марта 2013 (TeenNick)           | 27 июля 2013         | У Эдди появляется видение, где грешник сломал фонограф, и Фробишер говорит ему, что один из членов Сибуны является грешником, а Виктор и Денби пытаются найти третьего грешника. Денби предлагает помочь с постановкой, Мара и Джой напишут сценарий. Прослушивания для ролей и Джером делает шаг к Джой. |
| 182         | Шарлатан         | 28 марта 2013 (TeenNick)           | 28 июля 2013         | Новый грешник Патрисия. Сибуна считает что KT работает на команду зла. KT опустошена. Кэролайн приводит Виллоу в сторожку. Роберт пытается заставить её сердиться, но она такая радостная, она никогда не может быть сердитой. Когда Роберт почти захватывает её, Алфи приходит на помощь, и они уходят из сторожки. Джой и Джером целуются. Эпизод заканчивается тем, Патрисия приводя КТ в сторожку, думая они будут выяснить, кто реальный грешник, и КТ узнает, что настоящий предатель Патрисия. |
| 183         | Хитрость         | 1 апреля 2013 (TeenNick)           | 3 августа 2013       | KT избегает гнева Патрисии с помощью Гарриет Денби, но Патрисия клянется, что достанет их обоих. КТ и Харриет бегут в дом Анубиса и прячутся в секретной комнате, затем их ищут Кэролайн и Виктор. KT убегает, но она держит Харриет там, чтобы она была в безопасности. Она идет в школу и ловит Патрицию на лжи Сибунам, говоря им, что КТ — грешник. КТ убеждает их прийти в секретную комнату, чтобы увидеть Харриет, чтобы доказать, что она не лжет о том, что Патрисия была грешницей, но чего она не знает, так это того, что Кэролайн поймала Харриет и вызвала скорую помощь, чтобы забрать её и отвезти обратно. больница. Сибуны теперь действительно думают, что К. Т. грешница, и запирают её в комнате с Патрисией, которая планирует схватить её в 12:00, но её план терпит неудачу благодаря Эдди. Патриция выходит на следующее утро, пока КТ спит, но позже Уиллоу находит КТ и отпускает её. Сибуны находят фонограф снова собранным и находят следующую подсказку в колыбельной, которую родители Патрисии, Джой, Джерома и Алфи (потомки) пели им, когда они были детьми, но строки в каждой из четырёх версий несколько отличаются от друг друга. Сибуны считают, что эти строки в колыбельной могут указывать на экватор Земли. Они находят глобус в Доме Анубиса и находят внутри него кусочек головоломки, и им нужно найти ещё три. Каждая часть головоломки обозначает одного из четырёх потомков. Патрисия рассказывает Виктору о предметах, и Эдди замечает, как она с ним разговаривает. Когда она выходит из офиса Виктора, Эдди спрашивает её, почему она разговаривала с Виктором, и она говорит: "О, Эдди, зря ты спросил меня об этом. Затем её глаза краснеют, и эпизод заканчивается. |
| 184         | Подозрение       | 2 апреля 2013 (TeenNick)           | 4 августа 2013       | Патрисия говорит Эдди, что отвлекала Виктора. Джой узнает, что Уиллоу — её давно потерянная кузина, услышав, как она поет колыбельную. KT уходит и пытается сбежать, чтобы навестить свою тетю в Лондоне. Фробишер должен сам ловить грешников после того, как Патрисия и Виктор этого не делают. Фробишер пытается поймать Мару, но приходит Труди, и вместо этого он выбирает её. Фабиан видит, как краснеют глаза Патрисии, и начинает её подозревать. KT ловит Виктор и запирает в своей комнате, но она убегает через окно. Фабиан [теперь думая, что КТ невиновна] бросается в Дом, чтобы найти её, но вместо этого находит пакет. Он узнает, что у грешников красные глаза, и тут же восклицает: «Патрисия!» Пока Фабиан узнает об этом, кто-то открывает дверь. Эпизод заканчивается тем, что Фабиан в шоке смотрит на них. |
| 185         | Захват           | 3 апреля 2013 (TeenNick)           | 10 августа 2013      | Мистер Свит становится третьим грешником зависти, будучи обманутым Виктором и Кэролайн Денби, и начинает вести себя очень подло. Фробишер входит в комнату Фабиана, притворяется больным и обманом заставляет его пойти с ним к сторожке, и Фабиан ему верит. Он становится четвёртым грешником гордыни, когда Фробишер обманом заставляет его признать, что гордился собой за раскрытие ловушек Дома. Фробишер запирает его в саркофаге. В школе это день спектакля, и Джером узнает о плане мести Мары и Джой, и он раздавлен. Сюжет о мести имеет неприятные последствия, когда Джером бросает Джой на сцене. KT звонит Фабиан [до того, как он доверился Фробишеру] и решает вернуться. Теперь Эдди знает, что Патриция грешница, но не знает, что Фабиан только что стал грешницей. Патрисия пытается поймать Альфи, но Эдди останавливает её. KT сталкивается с Фабианом в школе, и он говорит ей, что Фробишер охотится за ними и что он может отвести её в безопасное место. Её вина в том, что она доверяет ему. Чего она не знает, так это того, что Фабиан — грешник и что «безопасное место» — это сторожка… |
| 186         | Разбитое сердце  | 4 апреля 2013 (TeenNick)           | 11 августа 2013      | Джой идет за Джеромом, а он её просто игнорирует. Мара злится из-за того, что Джером бросил Джой и разрушил их план мести. КТ спрашивает, почему Фабиан только что поверил ей, и рассказывает о Патриции. Эдди, Алфи и Патриция отправляются на поиски КТ и Фабиана, и Эдди сказал Алфи, что Патрисия работает с Командой Зла. Джером не хочет разговаривать с Джой, но Джой настаивает. KT по-прежнему считает, что Фабиан в хорошей команде. Эдди пытается помочь Патриции вспомнить стишок, затем она признается, что её сестре Пайпер нравились детские стишки. Итак, Эдди связывается с Пайпер, и она рассказывает ему стишок. Джой сообщает Фабиану, что Джером её бросил. Фабиан говорит ей, что бросил её, потому что все её терпеть не могут, и она должна быть счастлива, что кто-то вообще пошел с ней на свидание, и Джой удивлена. Денби и Виктор устраивают вечеринку после шоу, чтобы отвлечь детей Анубиса. Джой говорит Альфи, что Фабиан вел себя странно, и тогда Альфи понимает, что Фабиан — грешник. Затем он бежит, чтобы найти его и КТ, прежде чем КТ становится грешником. Фабиан говорит KT, что Альфи — грешник, и Альфи продолжает преследовать их. КТ не может решить, кому верить грешнику — Альфи или Фабиану? Затем она убегает в дом у ворот [поскольку Фабиан убедил её, что именно это и означает посылка], и Альфи идет за ней. Эдди связывается с сестрой Патриции, Пайпер, и спрашивает её о детской песенке. Патрисия ловит Эдди со своим ноутбуком, но Пайпер отказывается говорить ей, что он делает, и заставляет её отступить. Джером и Джой сталкиваются друг с другом, и Уиллоу говорит Джой, что знает, что влюбилась в Джерома. Затем Уиллоу сообщает Маре, что Джой влюбилась в Джерома, и он бросил её. Альфи все ещё бежит за КТ, а Фабиан следует за ним. Мара злится на Джой за то, что она ему нравится. Алфи сталкивается с Эдди и говорит ему, что Фабиан — грешник. Фробишер расстроен тем, что Фабиан не привел к нему КТ. В Доме Альфи говорит Фабиану о том, что он грешник. Фабиан отвечает, говоря, что никто не поверит Алфи, и он может убедить их, что Алфи ошибся, потому что Алфи всегда ошибается. Он также говорит, что всегда будет на два шага впереди, а Альфи — шутка группы. Конец показывает, что Эдди находит КТ, а Фробишер подкрадывается к Эдди сзади. Фробишер расстроен тем, что Фабиан не привел к нему КТ. В Доме Альфи говорит Фабиану о том, что он грешник. Фабиан отвечает, говоря, что никто не поверит Алфи, и он может убедить их, что Алфи ошибся, потому что Алфи всегда ошибается. Он также говорит, что всегда будет на два шага впереди, а Альфи — шутка группы. Конец показывает, что Эдди находит КТ, а Фробишер подкрадывается к Эдди сзади. Фробишер расстроен тем, что Фабиан не привел к нему КТ. В Доме Альфи говорит Фабиану о том, что он грешник. Фабиан отвечает, говоря, что никто не поверит Алфи, и он может убедить их, что Алфи ошибся, потому что Алфи всегда ошибается. Он также говорит, что всегда будет на два шага впереди, а Альфи — шутка группы. Конец показывает, что Эдди находит КТ, а Фробишер подкрадывается к Эдди сзади. |
| 187         | Искривление      | 8 апреля 2013 (TeenNick)           | 17 августа 2013      | За Эдди стоит Роберт. КТ предупреждает, но Роберт забирает его и скоро полночь. Алфи приходит к дому и идёт в комнату спрятаться, но там был Фабиан, он спрашивал где КТ и Эдди. Но Алфи рассердил его и снял на телефон, как у Фабиана появляются красные глаза. Роберт рассказывает Эдди, как он станет 5 грешником, взойдёт Аммит, и тогда наступит конец света. Уиллоу приносит суп Джой. Она чем-то печальна. Эдди пытается вразумить отца и Патрисию, но всё бесполезно. Алфи бежит к КТ и показывает, что у Фабиана красные глаза. Она поражена. КТ рассказывает Алфи, что Роберт похитил Эдди, и скоро он станет 5 грешником. Они думают, как исправить положение. Джой расстроена, потому что просто не может любить Джерома, но Мара сказала, что ты должна бросить его, чтобы отомстить. Грешники пытаются разозлить Эдди. Это получается. Уиллоу спрашивает у Джой, где мои ёжики. Джой говорит, что они у неё в комнате. На самом деле, она их потеряла. Алфи и КТ пытаются освободить Эдди. Он злится и приближается к саркофагу. Роберт его толкает. Но он не по-настоящему разозлился. Роберт злится и говорит что завтра закончится процесс. Алфи и КТ мешают им, и Эдди сбегает, но не получается. Джой спрашивает у Мары, где коробка. Мара спрашивает, а зачем коробка. Джой объясняет, что там были ёжики Уиллоу. Роберт видит по камерам, что внутри дома Алфи. Эдди сбежал. Вместе с КТ и Алфи прячутся под стол. Алфи разгадывает загадку, что кусок посоха спрятан в камине. Грешники и Роберт пытаются их найти. Мара и Джой купили другого ёжика и подсунули в коробку. Уиллоу нашла коробку. Алфи залезает в камин, находит там коробку, спускается, в то время как Роберт услышал что-то в камине. |
| 188         | Поражение        | 9 апреля 2013 (TeenNick)           | 18 августа 2013      | Роберт замечает Алфи. Он хватает его, а Алфи кидает коробку Эдди. Был почти полдень. Мара и Джой почему-то чесались. Грешники пытаются разозлить Алфи и получилось. Пока Эдди и КТ добежали до дома, они нашли новую загадку, что последний кусок посоха где-то в беседке. Алфи выходит из саркофага и становится грешником. Они готовится к прибытию Аммит. Эдди и КТ пытаются найти беседку в книгах Роберта, но первыми взяли книги Фабиан и Патрисия и прочитали что последний кусок посоха спрятан где-то в беседке. На уроке мистера Свита, (он грешник) все, кто жили в Обители Анубиса были заражены блохами. Фабиан и Патрисия не могут найти беседку. Труди сказала что будет искать тот кто привёл блох к их дому. Эдди и Патрисия нашли беседку и последний кусок посоха. А Фабиан и Патрисия все подслушали. Они схватили КТ. Фабиан и Патрисия заставляют Эдди бросить последний кусок посоха. Он кидает но это оказалось фальшивкой. Роберт готовится к призыву Аммит. Кэролайн отправляется в Обитель Анубиса чтоб найти этих двоих. Эдди и КТ собирают посох. Эдди видит видение про этот посох и идут к дому Денби. Но она зашла в Обитель Анубиса. Эдди прячется, а КТ говорит Денби, что Эдди ушёл пораньше. Тем временем Алфи обидел Уиллоу. И она плачет. Эдди бежит к дому. К нему присоединяется КТ. Они зашли в дом. Пока Роберт начинает воскрешать Аммит, Эдди ставит посох в центр. Но Посох Осириана был порталом. И Аммит начинает возрождаться. |
| 189         | Аммит            | 10 апреля 2013 (TeenNick)          | 24 августа 2013      | После того как КТ и Эдди поставили Посох Осириана, Аммит начинает превращаться в человека. Но ей недостаточно сил, чтобы взойти на землю. Уиллоу вернулась домой. Именно она принесла ёжиков в дом. Уиллоу рассказала Труди, что Алфи её бросил. КТ и Эдди сбежали. А Фробишер-Смайт со своими грешниками пошли в школу. Джером спрашивает у Труди совет про Джой. Свит собирает собрание учеников. Выходит Роберт и с помощью книги (которой можно вселять души) забирает все души учеников. КТ и Эдди прячутся. Их нашла Уиллоу, но она не стала злой. Они все втроём бегут к школьному двору. Их окружают ученики и Роберт. Роберт пытается забрать их души, но приезжает Хэрриет и спасает их. Джером спрашивает Труди как лучше сказать Джой о их разрыве. Роберт и его грешники придумывают план. Они придумывают пригласить родителей, родных, друзей, чтобы Аммит взошла на землю. Эдди и КТ спрашивают, почему не сработал Посох Осириана. Хэрриет объясняет, почему — Посох Осириана зло. Хэрриет говорит, что есть способ уничтожить Аммит навсегда. Для этого понадобится ключ КТ. Оказывается, ключ КТ был у Уиллоу. Этот ключ способен защитить человека от помутнения. Под посохом есть механизм, который уничтожает посох и Аммит. Тем временем Джером идёт к Джой и отдаёт ей письмо. Джой читает его и расстраивается. Неожиданно к Труди пришёл Роберт. Другие грешники Алфи приводит Джерома. А Патрисия Джой и Мару. Роберт использует книгу под цветами и забирает у всех них души. Уиллоу, КТ, Эдди и Хэрриет пришли домой к Кэролайн. Кэролайн спит. И Уиллоу с КТ пытаются взять ключ солнца. Но тут просыпается Кэролайн. |
| 190         | Герои            | 11 апреля 2013 (TeenNick)          | 25 августа 2013      | Кэролайн забирает у КТ и Уиллоу души. Приходит Виктор, и Уиллоу сказала, где Хэрриет и Эдди. Они бегут, за ними Виктор и КТ. КТ бежит к Эдди и Хэрриет и говорит, что у неё не забрали душу. Эдди ей не верит, Хэрриет рассказывает, что подсунула ключ к КТ. Роберт с другими злорадствовал. Тем временем КТ, Хэрриет и Эдди прячутся в гробе Фробишера. Они придумывают план как остановить зло. Свит и Роберт говорят ученикам про завтрашнее событие. Осириан, КТ и Денби подошли к дому Кэролайн. Дом охранял Фабиан. Они убедили его, что у них тоже забрали души. Уиллоу рассказывает Роберту, где сейчас эта тройка. Кэролайн, поклонясь Аммит, сказала, что принесла «подарки». Аммит поняла обман и забирает у КТ душу. Но её спасает Хэрриет, и она становится грешником и требует у них ключ. Эдди с КТ пытаются закрыть механизм. Появляется Роберт и просит КТ это не делать. Эдди говорит ей «Верь мне», и закрывают механизм. Но им мешает Кэролайн, и Аммит была поглощена вместе с Денби. Всё зло исчезло. Роберт стал старым. Он говорит, что КТ дедушка гордился бы ей. Все продолжают вечеринку. Приходит Роберт и говорит, что он поедет в Египет. Джером с Джой мирятся и снова становятся парой. Фабиан сближается с Марой. И Эдди и Патрисия мирятся. В конце члены Сибуны закрывают рукой правый глаз. |

## Обитель Анубиса: Пробирный камень Ра

### Сюжет
Свит говорит студентам, что они пойдут в корнелианский музей. И что валедокторианом станет на их выпускном Мара Джефри. И он говорит, что это их последний урок. Все выбегают из класса, кроме Фабиана. КТ, Джой, Уиллоу, Патрисия и Мара идут по своим комнатам. Джой и другие замечают, что приехали новенькие. Одна Эрин, другая Кэсси. Алфи, Джером и Эдди бегут к холодильнику и падают. Они видят, что приехал новенький. Его зовут Декстер. Труди говорит, что новички въехали пораньше. Алфи догоняет и врезается в Эдди. Фабиан расстроен, что он не стал валедокторианом. В то время ещё одна новенькая пришла. Её зовут София. Она знакомится с Эдди. Также Виктор знакомится с Софией. Все идут в музей. Эрин и Кэсси выбирают партнёра по балу. Эрин говорит, что она хочет с Декстером. Кэсси наоборот говорит, что нужно со старшеклассником. Алфи и Уиллоу обсуждают их поступление в колледж. Уиллоу этому не очень рада. Алфи говорит Джерому, почему Уиллоу не очень рада. В то время Эдди и София заходят в комнату где «Вход запрещён». Там был Декстер. София заметила один камень. Мистер Корнелиан (владелец музея) заметил их и сказал «Что здесь нельзя заходить». И он рассказывает, что это Пробирный камень Ра. С помощью него можно построить пирамиду Ра, после чего этому человеку даётся всё золото. Корнелиан выгоняет их. Виктор говорит с Корнелианом о письме. Корнелиан не помнит письма. Все идут домой. Труди приготовила стол для выпускников. Мистер Свит и Виктор заходит говорят что экспонат исчез. Откуда ни возьмись камень Ра был у Эдди. Эдди передаёт камень всем членам сибуны и Кэсси. После чего камень оказался у Алфи. Виктор берёт камень. Он говорит Эрику, что это его предназначение.
Затем Виктор запирает камень в своём сейфе, звонит мистеру Корнелиану и говорит, что они провели частный осмотр и ничего не нашли.
1. Появляется 4 новеньких. Одна из них — великое зло.

### Роли
Эдди Миллер (Баркли Даффилд), КейТи (Александра Шипп), Фабиан (Брэд Кэванак), Алфи (Алекс Сойер), Патрисия (Джейд Рэмси), Мара (Тейзи Лоуренс), Джиром (Юджин Саймон), Джой (Клариза Клэйтон), Уиллоу (Луиза Конолли-Бёрнхемт).
Новенькие:

София (Клаудия Джесси), Декстер (Джейк Дэвис), Эрин (Кая Александер) и Кэсси (Рокси Физгеральд).

### Дата выхода
Премьера фильма 14 июня 2013 года. Премьера уже состоялась. Также уже вышли субтитры к фильму. Есть озвучивание от nickelodeon.

### DVD
| Сезон | Сезон | Эпизодов | Выход в эфир   | Дата выпуска DVD | Дата выпуска DVD | Дата выпуска DVD | Дата выпуска DVD |
| Сезон | Сезон | Эпизодов | Выход в эфир   | США              | Великобритания   | Россия           | Украина          |
| ----- | ----- | -------- | -------------- | ---------------- | ---------------- | ---------------- | ---------------- |
|       | 1     | 60       | 1 января 2011  | 2011             | 2012             | 2012             | 2012             |
|       | 2     | 90       | 10 января 2012 | 2012/2013        | 2012/2013        | 2012/2013        | 2012/2013        |
|       | 3     | 41       | 2013/2014      | 2013/2014        | 2013/2014        | 2013/2014        |                  |